# 2011年の音楽
2011年の音楽（2011ねんのおんがく）では、2011年の音楽分野に関する動向をまとめる。
2010年の音楽-2011年の音楽-2012年の音楽

## 詳細

### 1月
- 01日
  - 歌手の浜崎あゆみが、1月中に結婚することが、この日明らかになった。相手は オーストリア国籍の俳優、マニュエル・シュワルツ。浜崎が自身の公式サイトにて発表。しかし翌年1月に離婚。
  - （未明）ダンスボーカルグループ、EXILEが、この日出演した年越し特番『CDTVスペシャル年越しプレミアライブ2010→2011』（TBS系）にて、2011年の5大プロジェクトを発表[1]。
  - 前年夏に食道癌の手術を受け、活動休止・療養していたミュージシャンで歌手、サザンオールスターズの桑田佳祐が、この日夜のラジオ番組「桑田佳祐のやさしい夜遊び」（TOKYO FM）の生放送に出演し本格的に活動再開。なお、前日(前年12月31日)には第61回NHK紅白歌合戦にゲスト出演した[2]。
  - AKB48の姉妹グループで、大阪・なんばを中心に活動するNMB48が、旧baseよしもと跡に入る専用劇場「NMB48劇場」で初公演を行った[3]。
- 02日 - モーニング娘。の9期生となる新メンバー4名が、この日行われたハロー!プロジェクトの新春コンサート（中野サンプラザ）にてお披露目された[4]。
- 05日
  - 第25回日本ゴールドディスク大賞（日本レコード協会主催）が発表され、アーティスト・オブ・ザ・イヤーには、邦楽部門は嵐、洋楽部門はレディー・ガガがそれぞれ輝いた。また、アルバム・オブ・ザ・イヤーも邦楽部門で嵐が受賞した[5]。
  -  韓国の5人組グループ東方神起が、ユンホとチャンミンの2人だけで活動を再開[6]。
- 16日 - アイドルグループ、ももいろクローバーのメンバー、早見あかりが4月10日の中野サンプラザ公演を最後に脱退することを発表[7]。
- 17日 - 3月23日に阪神甲子園球場で開幕の第83回選抜高等学校野球大会の開会式入場行進曲が､いきものがかりの「ありがとう」に決定した。
- 19日 -  韓国のシンガーで俳優のリュ・シウォンが 日本の所属レコード会社をエイベックスへ移籍、3月に移籍第1弾シングルを発売することがわかった。移籍第1弾はシャ乱Qのつんく♂が作詞・作曲を手掛ける[8]。
- 20日 - 全国のCDショップ店員が推薦する邦楽アルバムを選出する第3回CDショップ大賞の授賞式が行われ、andymoriの「ファンファーレと熱狂」が大賞に輝いた[9]。
- 27日 - 世界的指揮者の小澤征爾が、3月に指揮する予定だった｢小澤征爾音楽塾｣の日本国内5公演が中止に。所属事務所が発表。小澤は1月中旬に腰痛治療の手術を受けたばかりで、リハビリに専念するため[10]。
- 28日
  - モーニング娘。のOG（卒業生）らが新グループ、ドリームモーニング娘。を結成。
  - オリコンシングルチャート（1月31日付）で、AKB48「Beginner」が通算売り上げ100万枚を達成、2007年の秋川雅史「千の風になって」以来約3年5ヶ月ぶりとなった。
- 29日 - 1999年の無期限活動休止発表以来12年ぶりに復活したロックバンド・黒夢が、復活第1弾イベントとして新宿ステーションスクエアでシークレットライブを開き、約5000人ものファンが詰めかけた。しかしながら1曲目の「少年 (黒夢の曲)」の演奏開始から僅か1分で警視庁新宿署の指導が入り、主催者側の判断で即中止になった[11]。

### 2月
- 2日 - 嵐のライヴDVD『ARASHI 10-11 TOUR "Scene"〜君と僕の見ている風景〜 STADIUM』が、2月7日付のオリコン週間ランキングで61.8万枚を売り上げ、初登場1位を獲得。音楽DVDが初動売上60万枚を突破するのは、1999年の集計開始以来初めてのこと。
- 10日 - 椎名林檎が所属する5人組バンド、東京事変のドラマー、刄田綴色が、警察官に体当たりしたとして、公務執行妨害容疑で警視庁三鷹署に現行犯逮捕された[12]。
  - 12日 - 東京事変の所属事務所が、刄田綴色の不祥事について公式ホームページで謝罪[13][出典無効]。また、所属するEMIミュージック・ジャパンが、23日に発売予定だったシングルの発売を延期したほか、当面テレビ・ラジオの出演を自粛する措置をとった。なお、ニューシングルは5月11日に発売された[14]。
- 13日 - (現地時間)第53回グラミー賞授賞式が アメリカ合衆国ロサンゼルスで行われ、 日本のB'zのギタリスト、松本孝弘が最優秀ポップ・インストゥルメンタル・アルバム賞を受賞。このほかクラシックピアニストの内田光子が最優秀インストゥルメンタル・ソリスト演奏賞、ジャズピアニストの上原ひろみが最優秀コンテンポラリー・ジャズ・アルバム賞、琴奏者の松山夕貴子が最優秀ニューエージ・アルバム賞をそれぞれ受賞した[15]。日本から複数受賞者が出るのは史上初で、日本からの受賞者は8年ぶり。
- 14日 -  韓国のアイドルグループKARAのメンバー3人が､韓国の所属事務所に対し専属契約の無効を請求し､ソウル中央地裁(서울 중앙지방법원)に提訴｡報酬の不当な収益分配が理由[16]｡
- 19日 - 携帯電話向け楽曲配信サービス着うたをめぐり、新規参入を妨害したとして私的独占の禁止及び公正取引の確保に関する法律（独占禁止法）違反と認定した公正取引委員会の審決を不当としてソニー・ミュージックエンタテインメント等レコード大手4社が取り消しを求めた訴訟で、最高裁はビクターエンタテインメントを除く3社の上告を退ける決定を下し、4社全ての敗訴が確定した[17]。
- 25日 - POLYSICS､1999年にリリースされたインディーズファーストアルバム｢1st P｣発売から12周年を迎える｡
- 28日 - ロックバンドの氣志團が、MTVジャパンの番組でナチス親衛隊（SS）を連想させる衣装で出演し、ユダヤ人人権団体「サイモン・ウィーゼンタール・センター」から抗議を受けていたことがわかった。問題となったのは23日にMTVで放送された番組で、氣志團がSSの制服を想起させる衣装で出演していた。これにより、同センター側はホロコーストの被害者などユダヤ人の感情を踏みにじるものと指摘し、謝罪および衣装の着用中止を要求。3月2日、氣志團が所属するソニー・ミュージックアーティスツ（SMA）がホームページ上に謝罪文を掲載、今後は問題の衣装は使用せず破棄するという[18]。

### 3月
- 2日 - NHKBS2で2006年4月から放送されていた音楽情報番組『ウエンズデー J-POP』が、この日の放送をもって終了。BS-hiは3月3日、BS2再放送は3月4日終了。4月1日実施のNHKのBS放送再編に伴うもの。
- 5日 - 衛星放送テレビ局WOWOWが、食道癌のため療養した後復帰を果たした桑田佳祐の復帰第1弾ソロアルバム『MUSICMAN』リリースに合わせ、特別番組『桑田佳祐『MUSICMAN』スペシャル』を放送。同番組はあまりの大反響により、5月3日に再放送されることが決定した[19]。
- 6日 - 前年に引退を表明した演歌歌手の二葉百合子が、東京・NHKホールでの最終公演を以て77年の歌手生活に幕[20]。
- 7日 - 発売初週に94.2万枚を売り上げ、2月28日付のオリコンシングルチャートで1位を獲得、1999年11月の宇多田ヒカル『Addicted To You』以来11年3カ月ぶりの90万枚超を記録したAKB48のシングル『桜の木になろう』が、ランクイン3週目で累計102万2000枚を記録。AKB48史上2作目、女性グループ史上最速となる3週でのミリオン達成と相成った[21]。
- 8日 -（現地）  イギリスの歌手フィル・コリンズが、歌手業から引退することを自身のホームページで明らかにした。引退の理由として、2人の息子の父親に専念するためだという[22]。
- 10日
  - 男性6人組バンドJAYWALKのボーカル、中村耕一が脱退する旨を、公式ホームページで発表[23]。中村は1年前の2010年3月9日、覚醒剤取締法違反現行犯で警視庁麻布警察署に逮捕され、5月12日に覚せい剤取締法及び麻薬取締法違反の罪で懲役2年、執行猶予4年の有罪判決を受けていた。また脱退と同時に、所属事務所との契約も解除が決まった[24]。
  - テイチクエンタテインメントが新レーベル「コンチネンタル・スター」の立ち上げを発表。同レーベルでは大澤誉志幸、小比類巻かほる、原田真二、鈴木聖美ら、1980年代から1990年代までのJ-POP黄金期を彩ったアーティストらを中心に展開[25]。
- 11日
  - 14時46分（日本標準時）、東北地方太平洋沖地震（東日本大震災）が発生する。東京電力・福島第一原子力発電所での事故など、この災害の影響により、音楽関係のイベント、コンサートの中止・延期[26]、同月23日・30日、4月上旬頃に発売予定だったCDの発売延期と様々な変動が生じた。災害直後は、アーティストらが震災被災地・被災者支援のためにチャリティー活動を行う動きも活発となる。
  - 当日20時に放送予定だったテレビ朝日『ミュージックステーション』は東日本大震災報道特別番組の為放送中止となった。
  - この日公演予定だった遊助の日本武道館でのライブも中止となった。
  - 文化庁が2010年度芸術選奨を発表。文部科学大臣賞に歌手で俳優の加山雄三、新人賞に歌手の平原綾香が選出された[27]。なお、17日に文化庁で行われる予定だった贈呈式は東日本大震災の影響で中止となった[28]。
- 25日 - スピッツ (バンド)がメジャーデビュー20周年。また､20周年を記念してミュージック・ビデオ集「ソラトビデオCOMPLETE 1991-2011｣をこの日に発売する予定だったが東日本大震災の影響により4月6日に発売延期となった[29][30]｡
- 27日 - フジテレビ系にて東日本大震災復興支援の音楽特別番組『FNS音楽特別番組 上を向いて歩こう 〜うたでひとつになろう日本〜』を19時から3時間にわたり生放送。当日はニッポン放送及び被災4県のNRNラジオ局（IBC岩手放送、東北放送、ラジオ福島、茨城放送）にも同時中継された。

### 4月
- 5日 -  ロシアの女性ポップデュオ、t.A.T.u.が3月末に全米で発売したベスト盤を最後に解散したことを、公式サイトで発表。リェーナとユーリャは今後、ソロ活動に専念する[31]。
- 6日 - 桑田佳祐をはじめとする、芸能事務所アミューズに所属するアーティスト・タレント50人以上が、東日本大震災被災者支援のためのプロジェクト「チーム・アミューズ!!」を起動、スペシャルソング「Let's try again」を制作することを発表。参加アーティストは桑田のほか福山雅治、ポルノグラフィティ、Perfume、俳優の岸谷五朗ら。20日より配信限定でリリースし、売上収益金を被災地に全額寄付する[32]。
- 10日 - アイドルグループ・ももいろクローバーのライブにて、サブリーダー早見あかりが脱退。ももいろクローバーZに改名することも発表された[33]。
- 16日 - 浜田省吾が約5年半ぶりとなるアリーナツアー「ON THE ROAD 2011 "The Last Weekend"」を静岡エコパアリーナを皮切りにスタート[34]。
- 21日 - 1978年に解散したキャンディーズのメンバーだった田中好子が､乳癌のため港区 (東京都)の国際医療福祉大学三田病院で死去(享年55歳)。
- 24日・25日 - 乳癌のため21日に死去した田中好子の通夜が24日に、告別式が翌25日に、東京・港区の青山葬儀所で営なまれた。
- 26日 - 同日発表の5月2日付オリコン週間アルバムランキングにて、小田和正の最新アルバム『どーも』が、8万1000枚で初登場1位に。小田はオフコース時代の1970年4月から41年1ヵ月という史上最長首位を記録し、また63歳7カ月と、最年長アルバム首位獲得記録を更新[35]。一方、オリコン週間シングルランキングではB'zの『さよなら傷だらけの日々よ』が1位。B'zは歴代シングル総売り上げ3501万2000枚を記録し、自身の持つシングル総売上枚数記録歴代1位をさらに更新した[36]。
- 27日 - 同日発表の5月2日付オリコン週間アルバムランキングにて、浜崎あゆみの最新アルバム『ayu-mi-x7』シリーズ4作品すべてが初登場でトップ10入り（第4位から7位まで）。同一アーティストによる4作品同時のトップ10入りは史上初。これまでに浜崎、TMN、L'Arc〜en〜Ciel、矢沢永吉の4組が達成した3作品同時を上回る初の快挙[37]。
- 28日 -  韓国のアイドルグループKARAのメンバー3人の韓国の所属事務所との間の専属契約の無効請求をめぐる騒動が全て解決したと、韓国の所属事務所が報告[38]。

### 5月
- 3日 - 河村隆一が日本武道館にて「"限界のその先へ" 100の物語 ～終章(エピローグ)～」を開催。ライブ中「8時間以内に100曲歌うソロアーティスト」のギネス世界記録を樹立[39]した。
- 4日 - エイベックス所属のアイドルグループ、東京女子流が、デビュー1周年を機に1stアルバム『鼓動の秘密』をリリース。
- 6日 - 福島県在住の現役歯科医師4人からなるボーカルユニット、GReeeeNが、東日本大震災の支援活動プロジェクトGreen boys projectを始動[40]。
- 8日 - ハロー!プロジェクト系列の女性アイドルグループ、モーニング娘。のコンサートツアー『モーニング娘。コンサートツアー2011春 新創世記ファンタジーDX〜9期メンを迎えて〜』がこの日東京・中野サンプラザで公演。第9期メンバーお披露目となった初のツアーでの同日公演で、プロデューサーを務めるつんく♂が第10期メンバーの募集を発表した[41]。
- 10日・12日・14日 - ユーロビジョン・ソング・コンテスト2011がドイツ・デュッセルドルフのエスプリ・アレーナで開催、アゼルバイジャン代表が優勝した。
- 27日
  - 東京・恵比寿ガーデンシネマ跡に、日本初のK-POP専用劇場『K THEATER TOKYO』が開場[42]。
  - ロックバンドJAYWALK、3月に脱退した中村耕一に代わる新ボーカルとして、バンド結成年の1980年生まれの馬渕英将が加わるほか、バンド初の女性メンバーであり最年少ともなるドラム担当の青木桃子が新たに参加し、7人編成で活動再開。この日、東京・渋谷DUOにて行われたファンクラブ会員限定ライブでお披露目された。
- 28日 - 秋元康プロデュースによるアイドルグループで、名古屋市を拠点に活動するSKE48が、所属レコード会社を日本クラウンからエイベックスに移籍することを発表[43]。
- 30日 - AKB48の最新シングル『Everyday、カチューシャ』が、この日発表の6月6日付オリコン最新シングルチャートで初登場1位、初週売り上げ133.4万枚を記録。これまで最高だったMr.Childrenの『名もなき詩』（1996年2月）の120.8万枚を抜き、歴代最高記録となった[44]。

### 6月
- 7日 - AKB48に4年ぶりとなる新チームとして「チーム4」が誕生することが、公式ブログで発表された。結成メンバーは研究生から正規メンバーに昇格した大場美奈、島崎遥香ら[45]。
- 9日 - 『AKB48 22ndシングル選抜総選挙』の結果発表が行われ、前田敦子が選抜1位に返り咲いた。これまで1位だった大島優子は2位となり、また、前年8位の柏木由紀が3位に躍進、また前年4位だった板野友美は8位に下がった。
- 11日・12日 - 氷室京介が東日本大震災復興支援チャリティーライブ「GIG at TOKYO DOME "We Are Down But Never Give Up!!"」を東京ドームにて開催。当初は氷室の50歳を記念したライブとして計画されていたが東日本大震災を受け内容を変更し、全曲BOØWYの楽曲を披露した[46]。チャリティーライブとしては国内最大規模であり、グッズ・DVDの収益も含め寄付総額は8億8058万5362円[47]にのぼる。
- 20日 - 1989年6月24日に死去した日本の国民的歌手､美空ひばりの23回忌法要が営まれた｡またこの席では8月3日にCD·DVD58枚組､延べ1001曲収録となった豪華記念BOX｢ひばり千夜一夜｣が発売されることも発表された[48]｡
- 22日 - 元モーニング娘。のメンバーで、ソロシンガーの後藤真希が、年内いっぱいで活動休止することを発表[49]。

### 7月
- 14日、15日 - 東日本大震災が発生した3月11日に行われる予定だった、遊助の武道館公演の振替公演が行われた。
- 16日 - TBS系で19時から深夜2時40分まで、史上最長の7時間40分にわたる音楽特別番組『音楽の日』を生放送。

### 8月
- 6日 - フジテレビ系にて19時より4時間の音楽特別番組『FNS歌謡祭 うたの夏まつり2011』を放送。
- 8日 - 男女7人構成のバンドJAYWALKが、バンド名を「THE JAYWALK」に変更することを公式サイトで発表。
- 10日
  - ジャニーズ事務所所属の7人組アイドルグループ、Kis-My-Ft2がこの日、日本を含めたアジア8カ国にて同時CDデビュー[50]。
  - 山下達郎が6年振りに発売したオリジナル・アルバム『Ray Of Hope』がオリコン初登場1位を獲得。これにより1980年代から2010年代までの4つの年代で1位を獲得したことになり、松任谷由実、徳永英明、桑田佳祐に続く4人目の快挙となった。
- 17日 - SMAPの東日本大震災復興支援チャリティーアルバム「SMAP AID」がこの日発売。
- 21日 - アイドルグループAKB48の公式ライバルとして「乃木坂46」が結成(結成時メンバー36名)[51]。翌22日にお披露目された（1か月後2名辞退）[52]。
- 27日 - ハロー!プロジェクト所属のアイドルグループ、スマイレージのメンバー小川紗季がこの日で芸能界を引退。
- 28日 - フォーク・デュオのコブクロが、半年をめどに活動休止することを発表[53]。

### 9月
- 9日 - ジャニーズ事務所所属のアイドルグループ、SMAPがデビュー20周年を記念し、1991年の同日にデビューイベントを行った西武園ゆうえんち（埼玉県所沢市）にて記念ファンミーティングを開催。
- 10日・11日
  - 東日本大震災から半年となる両日、アミューズ所属で、サザンオールスターズのボーカル桑田佳祐が、宮城県利府町のセキスイハイムスーパーアリーナで被災者支援ライブ「宮城ライブ〜明日へのマーチ!!〜」を開催、16,000人の観衆を魅了した。桑田にとっては、前年の食道がんの治療のため一時活動休止して以来、約1年半ぶりの本格的なライブとなった。なお、収益は復興支援活動の資金に充てられる[54]。
  - 同じくアミューズに所属するポルノグラフィティも静岡県掛川市のヤマハリゾートつま恋にて「つま恋ロマンスポルノ'11〜ポルノ丸〜」と題したライブを開催、2日間で50,000人を魅了。収益は東日本大震災で甚大な被害を受けた漁業地域に漁船を贈る為の資金に充てる[55]。
- 16日
  - ジャニーズ事務所所属のアイドルグループ、SMAPが 中国・北京の工人体育場にて、SMAP結成以来初の海外コンサートを開催[56]。
  - テレビ朝日系の長寿音楽番組『ミュージックステーション』がこの日、25周年記念特別番組を19時から3時間にわたり放送。なお当日出演予定だった浜崎あゆみは滞在先のアメリカで急性咽頭炎を発症したため帰国できず、出演を取りやめた[57][58][59][60][61]。
- 17日 - 東日本大震災復興支援イベント「LIVE福島 風とロックSUPER野馬追」が福島県郡山市で開催、福山雅治や猪苗代湖ズらが出演し、ライブを通して福島県民を激励した[62]。
- 30日 - モーニング娘。の6代目リーダー高橋愛がこの日のコンサート（日本武道館）を以ってモーニング娘。とハロー!プロジェクトを卒業。なお、前日のコンサートでは10期生となる新メンバー4人がお披露目された[63]。

### 10月
- 3日 - 食品メーカーのクラシエフーズが、同社製品であるフリスクの名を冠した自社音楽レーベル『FRISK LABEL』を立ち上げ[64][出典無効]。
- 6日 -  韓国の男性アイドルグループBIGBANGのリーダーG-DRAGONが日本で大麻を使用して麻薬類管理法違反容疑で韓国検察当局に摘発された問題で、エイベックス・エンタテインメントは11月9日に発売予定だったG-DRAGONが参加するユニット、GD&TOPのシングル『OH YEAH』の発売を中止することを発表[65]。
- 7日 - ジャニーズ事務所所属のアイドルグループ、NEWS (グループ)から山下智久、錦戸亮が脱退、山下はソロ活動に専念、錦戸は掛け持ちしていた関ジャニ∞に一本化する。
- 15日 - AKB48の姉妹グループSDN48が、2012年3月31日の公演を以て現メンバー39人全員が卒業することがわかった。この日東京・秋葉原のAKB48劇場で行われた公演にて、キャプテンの野呂佳代が発表した[66]。
- 16日 - ハロー!プロジェクト内アイドルユニット、スマイレージがこの日の横浜BLITZでの公演にて、新メンバー4人の正式加入を発表[67]。
- 20日 - ゆずの北川悠仁がフリーアナウンサーの高島彩と結婚。
- 21日 - 読売テレビ主催・制作の『ベストヒット歌謡祭』が、3月11日に発生した東日本大震災の被災者や震災発生に伴う音楽業界の例年とは違う活動の多さに配慮して、各賞選定を行わないことになった。番組自体は例年通り公開放送されるものの、今年話題になったアーティストによるコンサートだけとなる。

### 11月
- 22日 - 由紀さおりが10月12日に発売したピンク・マルティーニとのコラボレーションアルバム『1969 (アルバム)』が11月28日付オリコン週間アルバムチャートで前週の26位から7位に上昇し、40年10ヶ月ぶりにトップ10入りを果たした[68]。
- 25日 - 泉谷しげるがデビュー40周年を迎える。

### 12月
- 3日・4日 - 水樹奈々が初の東京ドーム公演を開催。1988年オープンの東京ドーム公演は、声優としては史上初の開催で、日本人女性ソロ歌手としても史上8人目の開催である（1人目は美空ひばり）。
- 10日 - 年末恒例の『第44回日本有線大賞』授賞式が行われ、ふくい舞が『いくたびの櫻』で日本有線大賞を受賞した。
- 13日 - 歌手の倖田來未がこの日未明、ミクスチャーバンドBACK-ONメンバーKENJI03との結婚を発表。16日には妊娠も発表。
- 19日 - 19日付オリコンシングルチャートで、AKB48の『上からマリコ』が発売初週の売り上げ119万9000枚を記録し初登場1位。AKB48のシングルが100万枚突破による初登場1位となるのは4作連続で、史上初の快挙となる。
  - 音楽関連書籍専門の出版社、音楽之友社が退職金制度の廃止など就業規則を労働組合との協約に反する内容に改定したとして是正勧告を受けていたことが判明した[69]。
- 23日 - テレビ朝日系で年末恒例の音楽特別番組『MUSIC STATION SUPER LIVE 2011』を千葉・幕張メッセから生放送。出演者には日韓のアーティストの他、米国の女性シンガーレディー・ガガも会場から生出演した他、2009年から病気の為歌手活動を休止していた絢香が同番組で2年振りに活動を再開した。
- 30日 - 年末恒例の『第53回日本レコード大賞』授賞式が東京・新国立劇場で開催。日本レコード大賞はAKB48の『フライングゲット』が受賞。
- 31日 - ハロー!プロジェクト所属のアイドルグループ、スマイレージのメンバー前田憂佳がこの日を以って芸能界を引退。

## 洋楽シングル
- LMFAO - 「パーティー・ロック・アンセム」
- ウィル・ヤング - 「ジェラシー」
- エド・シーラン - 「Aチーム〜飛べない天使たち〜」
- テイク・ザット - 「ラヴ・ラヴ」
- ブリトニー・スピアーズ - 「ホールド・イット・アゲインスト・ミー」
- FUN. - 「伝説のヤングマン〜ウィー・アー・ヤング〜」
- マルーン5 フィーチャリング クリスティーナ・アギレラ - 「ムーブス・ライク・ジャガー」
- リアーナ フィーチャリング カルヴィン・ハリス - 「ウィー・ファウンド・ラヴ」
- レディー・ガガ - 「ボーン・ディス・ウェイ」「ジ・エッジ・オブ・グローリー」

## 洋楽アルバム
- アデル『21』
- コールドプレイ『マイロ・ザイロト』
- アークティック・モンキーズ『サック・イット・アンド・シー』
- ノエル・ギャラガー『ノエル・ギャラガーズ・ハイ・フライング・バーズ』
- ウィル・ヤング『エコーズ』
- リアーナ『トーク・ザット・トーク』

## ジャズ
- チャーリー・ヘイデン, Hank Jones – Come Sunday
- John Scofield – A Moments Peace

## クラシック
- Joseph Calleja – The Maltese Tenor
- Jackie Evancho – Dream With Me
- Wynne Evans – A Song In My Heart
- Angela Gheorghiu – Homage to Maria Callas
- キャスリーン・ジェンキンス – Daydream

## 日本のシングル
集計会社 オリコン
- 年間1位は『フライングゲット』。前年の年間チャートに引き続きAKB48が獲得した。なお、年間シングルチャート1位の売り上げが150万枚を超えるのは、2003年のSMAP『世界に一つだけの花 (シングル・ヴァージョン)』以来8年ぶり。AKB48の作品がTOP5を独占。同一アーティストによる年間シングルチャートのTOP5独占は史上初。また、派生ユニットも含む関連作品が、TOP50に16作チャートインしている。年間5位は『桜の木になろう』。2011/3/14付にてミリオンを達成した。これにより、2007年以来4年ぶりに、年間シングルチャートにミリオンセラー作品が登場することが確定した（前年1位の『Beginner』は年跨ぎによるミリオン）。
- 前年に6作が年間TOP10にチャートインした嵐は前述のAKB48が5位まで独占したため、TOP5入りすることはできなかったものの、この年発売した2作がともにTOP10入りを果たした。順位もAKB48に続いて6位、7位にチャートインし、2作とも売上は60万枚以上。
- 前年から続くK-POP人気が過熱。16位に活動を再開した東方神起がチャートインしたほか、TOP50中に6作がチャートインした。
- TOP30はアイドルグループやLDHが多くランクインし、ロックバンドが今年はBUMP OF CHIKENやB'zがランクインした。
- ジャニーズ事務所所属歌手は今年は18作のチャートインで昨年を下回ったが、同年にデビューしたKis-My-Ft2のデビュー曲である『Everybody Go』が10位にランクインしTOP10入りを果たした。
- 3月11日に発生した東日本大震災の復興支援のため発売された、チーム・アミューズ!!のチャリティーシングルが12位にチャートイン。当初は音楽配信限定でのシングルリリースであったが、CD化の要望が殺到したことから作品化されたもの。

### 年間TOP50
※オリコン 集計期間:2010年12月27日付 - 2011年12月19日付
- 01位 AKB48：「フライングゲット」
- 02位 AKB48：「Everyday、カチューシャ」
- 03位 AKB48：「風は吹いている」
- 04位 AKB48：「上からマリコ」
- 05位 AKB48：「桜の木になろう」
- 06位 嵐：「Lotus」
- 07位 嵐：「迷宮ラブソング」
- 08位 薫と友樹、たまにムック。：「マル・マル・モリ・モリ!」
- 09位 SKE48：「パレオはエメラルド」
- 10位 Kis-My-Ft2：「Everybody Go」
- 11位 SKE48：「オキドキ」
- 12位 チーム・アミューズ!!：「Let's try again」
- 13位 NMB48：「オーマイガー!」
- 14位 EXILE／EXILE ATSUSHI：「Rising Sun/いつかきっと…」
- 15位 Hey! Say! JUMP：「OVER」
- 16位 東方神起：「Why? (Keep Your Head Down)」
- 17位 SKE48：「バンザイVenus」
- 18位 NMB48：「絶滅黒髪少女」
- 19位 関ジャニ∞：「T.W.L/イエローパンジーストリート」
- 20位 福山雅治：「家族になろうよ/fighting pose」
- 21位 Hey! Say! JUMP：「Magic Power」
- 22位 Not yet：「週末Not yet」
- 23位 赤西仁：「Eternal」
- 24位 BUMP OF CHICKEN：「ゼロ」
- 25位 KARA：「GO GO サマー!」
- 26位 KARA：「ジェットコースターラブ」
- 27位 板野友美：「Dear J」
- 28位 B'z：「Don't Wanna Lie」
- 29位 チャン・グンソク：「Let me cry」
- 30位 Sexy Zone：「Sexy Zone」
- 31位 KAT-TUN：「ULTIMATE WHEELS」
- 32位 KAT-TUN：「BIRTH」
- 33位 前田敦子：「Flower」
- 34位 Not yet：「波乗りかき氷」
- 35位 Not yet：「ペラペラペラオ」
- 36位 関ジャニ∞：「マイホーム」
- 37位 マキシマム ザ ホルモン：「グレイテスト・ザ・ヒッツ 2011〜2011」
- 38位 Hey! Say! JUMP：「「ありがとう」〜世界のどこにいても〜」
- 39位 関ジャニ∞：「ツブサニコイ」
- 40位 関ジャニ∞：「365日家族」
- 41位 東方神起：「Superstar」
- 42位 氷川きよし：「あの娘と野菊と渡し舟」
- 43位 KAT-TUN：「RUN FOR YOU」
- 44位 B'z：「さよなら傷だらけの日々よ」
- 45位 KAT-TUN：「WHITE」
- 46位 少女時代：「MR.TAXI/Run Devil Run」
- 47位 KinKi Kids：「Time」
- 48位 NYC：「ユメタマゴ」
- 49位 フレンチ・キス：「最初のメール」
- 50位 EXILE／EXILE ATSUSHI：「あなたへ/Ooo Baby」

### インディーズシングル年間10
- 1位 ゴールデンボンバー「女々しくて/眠たくて」
- 2位 ゴールデンボンバー「酔わせてモヒート」
- 3位 ゴールデンボンバー「僕クエスト」
- 4位 INFINITE「BTD (Before The Dawn)」
- 5位 VAMPS「MEMORIES」
- 6位 AK-69「69」
- 7位 猪苗代湖ズ「I love you & I need you ふくしま」
- 8位 CNBLUE「RE-MAINTENANCE」
- 9位 THE RiCECOOKERS「NAMInoYukusaki TV SPECial Collection」
- 10位 access「Share The Love」

### Billboard Japan 年間TOP10
※Billboard JAPAN 集計期間: 2010年12月 - 2011年11月

- 1位 AKB48：「Everyday、カチューシャ」
- 2位 AKB48：「フライングゲット」
- 3位 レディー・ガガ：「ボーン・ディス・ウェイ」
- 4位 AKB48：「桜の木になろう」
- 5位 薫と友樹、たまにムック。：「マル・マル・モリ・モリ!」
- 6位 AKB48：「風は吹いている」
- 7位 嵐：「迷宮ラブソング」
- 8位 KARA：「GO GO サマー!」
- 9位 アヴリル・ラヴィーン：「ワット・ザ・ヘル」
- 10位 少女時代：「MR.TAXI」

### ゴールドディスク認定
| 作品名                         | 認定       |
| ゴールド                       | ゴールド   |
| ------------------------------ | ---------- |
| SUPER JUNIOR「Mr.Simple」      | 2011年12月 |
| 赤西仁「Seasons」              | 2012年1月  |
| いきものがかり「歩いていこう」 | 2012年1月  |
| ClariS「コネクト」             | 2012年1月  |
| 水樹奈々「SCARLET KNIGHT」     | 2012年2月  |
| 西野カナ「たとえ どんなに…」   | 2012年3月  |
| T-ARA「Bo Peep Bo Peep」       | 2012年9月  |
| LiSA「oath sign」              | 2013年8月  |

## 日本のアルバム
- 年間1位は嵐が3年連続で獲得し、1989-91年の松任谷由実以来の記録となった。前年から引き続き年間TOP10入りしたアーティストは嵐、安室奈美恵、いきものがかりの3組である。
- 本年度の集計期間で1988年以来23年ぶりにミリオンセラー作品がゼロとなった。ただし、いきものがかりのベストアルバム『いきものばかり〜メンバーズBESTセレクション〜』が前年度の売上との合算で100万枚を突破した。
- 10位の売上が40万枚を下回り、1980年以来31年ぶりの低水準に沈んだ。なかでも、長年業界にとり貴重な収益源であったベストアルバムの売上が振るわず、B'zや浜崎あゆみなど1990年代から2000年代に活躍したアーティストのオリジナルアルバムも苦戦した。
- AKB48初のオリジナルアルバムが2位にチャートインした。ただし、本年度に発売したシングル5作が100万枚を突破したのとは対照的に本作は80万枚台にとどまっている。
- レディー・ガガの世界的ヒットアルバムが4位（米国Billboard年間チャートでは3位）にチャートイン、海外アーティストの年間TOP5入りは2007年のアヴリル・ラヴィーン以来4年ぶりとなる。
- アルバムでもK-POPが好調。少女時代の日本国内における初オリジナルアルバムが5位にチャートイン。また、KARAの作品も年度末発売ながら7位にチャートインしており、翌2012年までピークを継続。なおレディー・ガガとあわせ、年間TOP10に海外勢が3作を占めるのは1983年以来28年ぶりとなった。
- 食道癌による活動休止で発売延期となっていた桑田佳祐の約8年半ぶりとなるソロアルバムが、8位にチャートイン。
  - 同日にはaikoのベストアルバムも2作同時発売されており、ともに高水準の売り上げを記録してTOP20入りした。
- SMAPのベストアルバムが9位にランクインし、2001年リリースの『Smap Vest』以来10年ぶりの年間TOP10入りを果たした。
- 3月11日に発生した東日本大震災の復興支援のために発売されたコンピレーションアルバム『ソングス・フォー・ジャパン』が41位にチャートイン。内容は本作のために新録された音源を含んではいないものの、日本のみならず世界各国でヒットした。

### 年間TOP50
※オリコン 集計期間:2010年12月27日付 - 2011年12月19日付
- 01位 嵐：『Beautiful World』
- 02位 AKB48：『ここにいたこと』
- 03位 EXILE：『願いの塔』
- 04位 レディー・ガガ：『ボーン・ディス・ウェイ』
- 05位 少女時代：『GIRLS' GENERATION』
- 06位 安室奈美恵：『Checkmate!』
- 07位 KARA：『スーパーガール』
- 08位 桑田佳祐：『MUSICMAN』
- 09位 SMAP：『SMAP AID』
- 10位 いきものがかり：『いきものばかり〜メンバーズBESTセレクション〜』
- 11位 B'z：『C'mon』
- 12位 aiko：『まとめI』
- 13位 アヴリル・ラヴィーン：『グッバイ・ララバイ』
- 14位 Superfly：『Mind Travel』
- 15位 西野カナ：『Thank you, Love』
- 16位 aiko：『まとめII』
- 17位 BUMP OF CHICKEN：『COSMONAUT』
- 18位 JUJU：『YOU』
- 19位 加藤ミリヤ：『M BEST』
- 20位 東方神起：『TONE』
- 21位 関ジャニ∞：『FIGHT』
- 22位 KARA：『ガールズトーク』
- 23位 浜崎あゆみ：『Love songs』
- 24位 Perfume：『JPN』
- 25位 RADWIMPS：『絶体絶命』
- 26位 小田和正：『どーも』
- 27位 久保田利伸：『THE BADDEST〜Hit Parade〜』
- 28位 ケツメイシ：『ケツノポリス7』
- 29位 倖田來未：『Dejavu』
- 30位 浜崎あゆみ：『FIVE』
- 31位 シェネル：『ラブ・ソングス』
- 32位 A.N.JELL：『A.N.JELL WITH TBS系金曜ドラマ「美男ですね」MUSIC COLLECTION』
- 33位 山下達郎：『Ray Of Hope』
- 34位 湘南乃風：『湘南乃風〜Single Best〜』
- 35位 YUI：『HOW CRAZY YOUR LOVE』
- 36位 Mr.Children：『SENSE』
- 37位 德永英明：『VOCALIST & BALLADE BEST』
- 38位 KinKi Kids：『K album』
- 39位 ゆず：『2-NI-』
- 40位 レッド・ホット・チリ・ペッパーズ：『アイム・ウィズ・ユー』
- 41位 Various Artists：『ソングス・フォー・ジャパン』
- 42位 少女時代：『HOOT』
- 43位 福山雅治：『THE BEST BANG!!』
- 44位 レディー・ガガ：『ザ・モンスター』
- 45位 Various Artists：『銀魂BEST2』
- 46位 平井堅：『JAPANESE SINGER』
- 47位 山下智久：『SUPERGOOD, SUPERBAD』
- 48位 東京事変：『大発見』
- 49位 UVERworld：『LIFE 6 SENSE』
- 50位 マイケル・ジャクソン：『MICHAEL』

### インディーズアルバム年間10
- 1位 かりゆし58「かりゆし58ベスト」
- 2位 Def Tech「UP」
- 3位 AK-69「THE RED MAGIC」
- 4位 槇原敬之「Heart to Heart」
- 5位 ゴールデンボンバー「ゴールデン・アワー〜下半期ベスト2010〜」
- 6位 DECO*27「愛迷エレジー」
- 7位 CNBLUE「392」
- 8位 Gero「Gourmet」
- 9位 矢沢永吉「ONLY ONE 〜touch up〜」
- 10位 Various Artists「あげmix 〜オールジャンルBEST〜」

### ゴールドディスク認定
| 作品名                                                              | 認定       |
| ミリオン                                                            | ミリオン   |
| ------------------------------------------------------------------- | ---------- |
| 少女時代「GIRLS' GENERATION」                                       | 2012年5月  |
| トリプル・プラチナ                                                  |            |
| KARA「スーパーガール」                                              | 2012年1月  |
| プラチナ                                                            |            |
| 由紀さおり、ピンク・マルティーニ「1969」                            | 2012年2月  |
| 山下達郎「Ray Of Hope」                                             | 2012年7月  |
| ももいろクローバーZ「バトル アンド ロマンス」                       | 2015年3月  |
| ブルーノ・マーズ「ドゥー・ワップス&フーリガンズ」                   | 2015年10月 |
| ゴールド                                                            |            |
| Sonar Pocket「ソナポケイズム② 〜あなたのうた〜」                    | 2012年1月  |
| コールドプレイ「マイロ・ザイロト」                                  | 2012年1月  |
| アデル「21」                                                        | 2012年2月  |
| Various Artists「EXIT TUNES PRESENTS Vocalonexus feat.初音ミク」    | 2012年3月  |
| LMFAO「ソーリー・フォー・パーティー・ロッキング」                   | 2012年3月  |
| リアーナ「トーク・ザット・トーク」                                  | 2012年4月  |
| AK-69「THE RED MAGIC」                                              | 2012年10月 |
| 葉加瀬太郎「THE BEST OF TARO HAKASE」                               | 2012年10月 |
| ぐるたみん「EXIT TUNES PRESENTS ぐ 〜そんなふいんきで歌ってみた〜」 | 2014年2月  |
| BIGBANG「THE BEST OF BIGBANG」                                      | 2014年4月  |
| MAN WITH A MISSION「MAN WITH A MISSION」                            | 2014年9月  |
| ピットブル「プラネット・ピット」                                    | 2014年9月  |
| Various Artists「化物語 音楽全集Songs&Soundtracks」                 | 2015年4月  |
| back number「スーパースター」                                       | 2015年12月 |
| 松田聖子「SEIKO STORY〜80's HITS COLLECTION〜」                     | 2021年7月  |
| Various Artists「クライマックス・ベスト 90's プラチナ」             | 2023年7月  |

## 音楽配信 (日本)
- 集計: 日本レコード協会
- スマートフォンへの市場シフトの影響から、着うたフルの売上件数は大幅に減少（売上108百万件・前年比-21%）したが、逆にインターネット配信市場（スマートフォン含む）は売上54百万件・前年比+23%と伸長し、両者を合わせた音楽フル配信市場は売上163百万件・前年比-10%となった。[71]
- 結果として、本年発表分で下記9作のフル配信ミリオンが達成された。（下記計数には翌年以降の売上も含まれる）
  - 安室奈美恵『Love Story』（着うたフル50万DL、インターネット75万DL）
  - AKB48『Everyday、カチューシャ』　※フル合算100万DL
  - AKB48『フライングゲット』　※フル合算100万DL
  - 薫と友樹、たまにムック。『マル・マル・モリ・モリ!』　※フル合算100万DL
  - 斉藤和義『やさしくなりたい』　※フル合算100万DL
  - レディー・ガガ『ボーン・ディス・ウェイ』　※フル合算100万DL
  - EXILE『Rising Sun』　※フル合算100万DL
  - 少女時代『MR.TAXI』　※フル合算100万DL
  - 福山雅治『家族になろうよ』　※フル合算100万DL
- 着うたフルの年間1位は、薫と友樹、たまにムック。の『マル・マル・モリ・モリ!』[72]であった。
- iTunesの年間1位は、レディー・ガガの『ボーン・ディス・ウェイ』[73]であった。

### 音楽配信ゴールド認定シングル
| 作品名 | 認定月                           |
| ミリオン (1,000,000ダウンロード) | ミリオン (1,000,000ダウンロード) |
| --- | -------------------------------- |
| 安室奈美恵「Love Story」 | 2014年1月                        |
| AKB48「Everyday、カチューシャ」 | 2014年1月                        |
| AKB48「フライングゲット」 | 2014年1月                        |
| 薫と友樹、たまにムック。「マル・マル・モリ・モリ!」                                                                                           | 2014年2月                        |
| 斉藤和義「やさしくなりたい」 | 2014年2月                        |
| レディー・ガガ「ボーン・ディス・ウェイ」 | 2014年2月                        |
| EXILE「Rising Sun」 | 2015年9月                        |
| 少女時代「MR.TAXI」 | 2017年4月                        |
| 福山雅治「家族になろうよ」 | 2020年9月                        |
| トリプル・プラチナ (750,000ダウンロード) |                                  |
| 西野カナ「たとえ どんなに…」 | 2014年1月                        |
| Rake「100万回の「I love you」」 | 2014年6月                        |
| back number「花束」 | 2019年12月                       |
| ダブル・プラチナ (500,000ダウンロード) |                                  |
| 西野カナ「Distance」 | 2011年3月                        |
| JUJU「また明日...」 | 2011年7月                        |
| KARA「GO GO サマー!」 | 2011年9月                        |
| シェネル「ベイビー・アイラブユー（English Ver.）」                                                                                            | 2012年10月                       |
| AI「ハピネス」 | 2012年12月                       |
| TEE「ベイビー・アイラブユー（English Ver.）」                                                                                                 | 2013年10月                       |
| いきものがかり「歩いていこう」 | 2014年1月                        |
| AKB48「桜の木になろう」 | 2014年1月                        |
| AKB48「風は吹いている」 | 2014年1月                        |
| JAMOSA「何かひとつ feat. JAY'ED & 若旦那」 | 2014年1月                        |
| 西野カナ「Esperanza」 | 2014年1月                        |
| アヴリル・ラヴィーン「ワット・ザ・ヘル」 | 2014年1月                        |
| LMFAO「パーティー・ロック・アンセム」 | 2016年11月                       |
| 安室奈美恵「Fight Together」 | 2017年12月                       |
| ClariS「コネクト」 | 2020年3月                        |
| EXILE「あなたへ」 | 2024年8月                        |
| プラチナ (250,000ダウンロード) |                                  |
| KARA「ジェットコースターラブ」 | 2011年11月                       |
| Sonar Pocket「365日のラブストーリー。」 | 2011年11月                       |
| 中島美嘉「Dear」 | 2012年7月                        |
| Sonar Pocket「100年先まで愛します。」 | 2012年10月                       |
| ナオト・インティライミ「今のキミを忘れない」                                                                                                  | 2013年3月                        |
| きゃりーぱみゅぱみゅ「つけまつける」 | 2013年8月                        |
| 安室奈美恵「Sit! Stay! Wait! Down!」 | 2014年1月                        |
| 安室奈美恵 feat. AI & 土屋アンナ「Wonder Woman」                                                                                              | 2014年1月                        |
| 板野友美「Dear J」 | 2014年1月                        |
| UVERworld「CORE PRIDE」 | 2014年1月                        |
| EXILE「Each Other's Way 〜旅の途中〜」 | 2014年1月                        |
| EXILE ATSUSHI「いつかきっと…」 | 2014年1月                        |
| AKB48「上からマリコ」 | 2014年1月                        |
| Kylee「CRAZY FOR YOU」 | 2014年1月                        |
| きゃりーぱみゅぱみゅ「PONPONPON」 | 2014年1月                        |
| 倖田來未「愛を止めないで」 | 2014年1月                        |
| 平井堅「いとしき日々よ」 | 2014年1月                        |
| YUI「HELLO 〜Paradise Kiss〜」 | 2014年1月                        |
| リアーナ「ウィー・ファウンド・ラヴ」 | 2014年2月                        |
| きただにひろし「ウィーゴー!」 | 2014年3月                        |
| 東方神起「Why? (Keep Your Head Down)」 | 2014年7月                        |
| LGMonkees「3090〜愛のうた〜」 | 2014年9月                        |
| ジェニファー・ロペス「オン・ザ・フロア feat.ピットブル」                                                                                      | 2014年12月                       |
| SPYAIR「サムライハート (Some Like It Hot!!)」                                                                                                 | 2015年10月                       |
| 三代目 J Soul Brothers「LOVE SONG」 | 2015年10月                       |
| 浜崎あゆみ「progress」 | 2016年8月                        |
| KG「君じゃなきゃ duet with 安田奈央」 | 2017年6月                        |
| 本間芽衣子（茅野愛衣）、安城鳴子（戸松遥）、鶴見知利子（早見沙織） 「Secret base 〜君がくれたもの〜 (10 years after Ver.)」                   | 2018年6月                        |
| RADWIMPS「君と羊と青」 | 2019年3月                        |
| LiSA「oath sign」 | 2020年11月                       |
| ゴールド (100,000ダウンロード) |                                  |
| 青山テルマ「ずっと。」 | 2011年3月                        |
| 清水翔太「YOU & I」 | 2011年5月                        |
| 少女時代「Run Devil Run」 | 2011年5月                        |
| Sonar Pocket「ラブレター。〜いつだって逢いたくて〜」                                                                                          | 2011年5月                        |
| WISE「By your side feat. 西野カナ」 | 2011年5月                        |
| Various Artists「Songs for Japan」 | 2011年5月                        |
| コブクロ「あの太陽が、この世界を照らし続けるように。」                                                                                        | 2011年6月                        |
| 遊助「俺なりのラブソング」 | 2011年6月                        |
| 加藤ミリヤ×清水翔太「BELIEVE」 | 2011年8月                        |
| 桑田佳祐「明日へのマーチ」 | 2011年8月                        |
| レディー・ガガ「ジューダス」 | 2011年8月                        |
| いきものがかり「笑ってたいんだ」 | 2011年10月                       |
| レディー・ガガ「ジ・エッジ・オブ・グローリー」                                                                                                | 2011年11月                       |
| ポルノグラフィティ「EXIT」 | 2011年12月                       |
| L'Arc〜en〜Ciel「GOOD LUCK MY WAY」 | 2011年12月                       |
| CLIFF EDGE「Endless Tears feat. 中村舞子」 | 2012年1月                        |
| GReeeeN「恋文〜ラブレター〜」 | 2012年1月                        |
| KARA「ウィンターマジック」 | 2012年1月                        |
| 板野友美「ふいに」 | 2012年3月                        |
| T-ARA「Bo Peep Bo Peep」 | 2012年4月                        |
| 加藤ミリヤ「勇者たち」 | 2012年6月                        |
| 土屋アンナ「Switch On!」 | 2012年8月                        |
| ナオト・インティライミ「Brave」 | 2012年9月                        |
| Sonar Pocket「ゴメンね…。〜お前との約束〜」                                                                                                   | 2012年10月                       |
| moumoon「Chu Chu」 | 2012年10月                       |
| ピットブル feat.ニーヨ、アフロジャック&ネイヤー「ギヴ・ミー・エヴリシング」                                                                   | 2012年12月                       |
| マルーン5「ムーブス・ライク・ジャガー feat.クリスティーナ・アギレラ」                                                                         | 2013年1月                        |
| ナオト・インティライミ「Hello」 | 2013年4月                        |
| NMB48「オーマイガー!」 | 2013年6月                        |
| 安室奈美恵「NAKED」 | 2014年1月                        |
| 安室奈美恵 feat. AFTERSCHOOL「make it happen」                                                                                                | 2014年1月                        |
| ISSA×SoulJa+ROLA「i hate u」 | 2014年1月                        |
| EXILE「NEVER LOSE」 | 2014年1月                        |
| SKE48「パレオはエメラルド」 | 2014年1月                        |
| SKE48「オキドキ」 | 2014年1月                        |
| Every Little Thing「アイガアル」 | 2014年1月                        |
| LGYankees Produce ShaNa「ひとりさみしく」 | 2014年1月                        |
| AKB48「誰かのために -What can I do for someone?-」                                                                                            | 2014年1月                        |
| [AKB48「ヤンキーソウル」 | 2014年1月                        |
| Kalafina「Magia」 | 2014年1月                        |
| Galileo Galilei「青い栞」 | 2014年1月                        |
| 久保田利伸 feat. EXILE ATSUSHI「Golden Smile」                                                                                                | 2014年1月                        |
| 倖田來未「POP DIVA」 | 2014年1月                        |
| 倖田來未「Poppin' love cocktail feat.TEEDA」                                                                                                  | 2014年1月                        |
| 倖田來未「Love Me Back」 | 2014年1月                        |
| コブクロ「Blue Bird」 | 2014年1月                        |
| 三代目 J Soul Brothers「FIGHTERS」 | 2014年1月                        |
| 三代目 J Soul Brothers「リフレイン」 | 2014年1月                        |
| serial TV drama「桃源郷エイリアン」 | 2014年1月                        |
| JUJU「願い」 | 2014年1月                        |
| JUJU「さよならの代わりに」 | 2014年1月                        |
| supercell「My Dearest」 | 2014年1月                        |
| 7!!「ラヴァーズ」 | 2014年1月                        |
| 高橋優「福笑い」 | 2014年1月                        |
| チャン・グンソク「Let me cry」 | 2014年1月                        |
| DEEP「君じゃない誰かなんて〜Tejina〜」 | 2014年1月                        |
| 東方神起「B.U.T (BE-AU-TY)」 | 2014年1月                        |
| NICO Touches the Walls「手をたたけ」 | 2014年1月                        |
| 西野カナ「Alright」 | 2014年1月                        |
| ねごと「カロン」 | 2014年1月                        |
| 前田敦子「Flower」 | 2014年1月                        |
| MAY'S「君に届け...」 | 2014年1月                        |
| ももいろクローバー「Chai Maxx」 | 2014年1月                        |
| ももいろクローバーZ「Z伝説 〜終わりなき革命〜」                                                                                               | 2014年1月                        |
| MONKEY MAJIK「Headlight」 | 2014年1月                        |
| 遊助「雄叫び」 | 2014年1月                        |
| L'Arc〜en〜Ciel「X X X」 | 2014年1月                        |
| アヴリル・ラヴィーン「バッド・レピュテーション」                                                                                              | 2014年1月                        |
| ピットブル feat. クリス・ブラウン「インターナショナル・ラヴ」                                                                                 | 2014年1月                        |
| GReeeeN「ソラシド」 | 2014年2月                        |
| TEE「電話で抱きしめて」 | 2014年2月                        |
| 長渕剛「ひとつ」 | 2014年2月                        |
| BIGBANG「TONIGHT」 | 2014年2月                        |
| BENI「好きだから。」 | 2014年2月                        |
| ドン・オマール「DANZA KUDURO - ALBUM VERSION」                                                                                                | 2014年2月                        |
| ニッキー・ミナージュ「スーパー・ベース」 | 2014年2月                        |
| サカナクション「『バッハの旋律を夜に聴いたせいです。』」                                                                                      | 2014年4月                        |
| コブクロ「蜜蜂」 | 2014年6月                        |
| 童子-T「誓い feat.YU-A」 | 2014年7月                        |
| クリス・ブラウン「イェー!イェー!イェー!」 | 2014年8月                        |
| L'Arc〜en〜Ciel「CHASE」 | 2014年9月                        |
| 藍井エイル「MEMORIA」 | 2014年11月                       |
| ROOKiEZ is PUNK'D「IN MY WORLD」 | 2014年11月                       |
| 2NE1「I AM THE BEST（Japanese ver.）」 | 2014年2月                        |
| 遊助「全部好き。」 | 2014年2月                        |
| 渡り廊下走り隊7「希望山脈」 | 2015年2月                        |
| FUN.「伝説のヤングマン〜ウィー・アー・ヤング〜 feat. ジャネール・モネイ」                                                                     | 2015年2月                        |
| ピコ「桜音」 | 2015年3月                        |
| シェリル・ノーム starring May'n/ランカ・リー=中島愛 「サヨナラノツバサ〜the end of triangle サヨナラノツバサ 〜アイモ〜放課後オーバーフロウ」 | 2015年4月                        |
| AAA「No cry No more」 | 2015年4月                        |
| back number「思い出せなくなるその日まで」 | 2015年6月                        |
| Superfly「Rollin' Days」 | 2015年8月                        |
| 水樹奈々「ヒメムラサキ」 | 2015年10月                       |
| KG「このまま2人で duet with Lisa Halim」 | 2016年3月                        |
| マイア・ヒラサワ「ブーン!」 | 2016年5月                        |
| 水樹奈々「SCARLET KNIGHT」 | 2016年5月                        |
| 中島美嘉「LOVE IS ECSTASY」 | 2016年12月                       |
| リアーナ「カリフォルニア・キング・ベッド」 | 2016年12月                       |
| 麻倉未稀「ヒーロー HOLDING OUT FOR A HERO」                                                                                                   | 2017年3月                        |
| EGOIST「Departures 〜あなたにおくるアイの歌〜」                                                                                               | 2017年7月                        |
| 宮野真守「オルフェ」 | 2017年11月                       |
| やくしまるえつこ「ヴィーナスとジーザス」 | 2017年11月                       |
| エリオをかまってちゃん「Os-宇宙人」 | 2018年10月                       |
| back number「幸せ」 | 2018年11月                       |
| レキシ「きらきら武士 feat.Deyonna」 | 2019年1月                        |
| クイーン「ウィ・ウィル・ロック・ユー」 | 2019年2月                        |
| 板野友美「Wanna be now」 | 2019年3月                        |
| C&K「ぼくのとなりにいてくれませんか?」 | 2019年5月                        |
| クイーン「ボヘミアン・ラプソディ」 | 2019年5月                        |
| THE HIGH-LOWS「日曜日よりの使者」 | 2019年8月                        |
| 平田志穂子「sky's the limit」 | 2019年11月                       |
| NICO Touches the Walls「Diver」 | 2020年1月                        |
| CHEMISTRY「merry-go-round」 | 2020年6月                        |
| きただにひろし「ウィーアー! for the new world」                                                                                               | 2024年10月                       |

### ストリーミング認定作品
| 作品名                                                                | 認定月                                         |
| トリプル・プラチナ (300,000,000ストリーミング)                        | トリプル・プラチナ (300,000,000ストリーミング) |
| --------------------------------------------------------------------- | ---------------------------------------------- |
| back number「花束」                                                   | 2024年9月                                      |
| プラチナ (100,000,000ストリーミング)                                  |                                                |
| RADWIMPS「君と羊と青」                                                | 2023年11月                                     |
| ワン・ダイレクション「ホワット・メイクス・ユー・ビューティフル」      | 2024年1月                                      |
| カーリー・レイ・ジェプセン「コール・ミー・メイビー」                  | 2024年3月                                      |
| back number「幸せ」                                                   | 2025年1月                                      |
| ゴールド (50,000,000ストリーミング)                                   |                                                |
| Rake「100万回の「I love you」」                                       | 2022年4月                                      |
| ブルーノ・マーズ「ザ・レイジー・ソング」                              | 2022年12月                                     |
| SPYAIR「サムライハート (Some Like It Hot!!)」                         | 2023年5月                                      |
| ブルーノ・マーズ「マリー・ユー」                                      | 2023年6月                                      |
| SEKAI NO OWARI「スターライトパレード」                                | 2023年7月                                      |
| 安室奈美恵「Love Story」                                              | 2023年8月                                      |
| AI「ハピネス」                                                        | 2023年11月                                     |
| 斉藤和義「やさしくなりたい」                                          | 2023年11月                                     |
| 福山雅治「家族になろうよ」                                            | 2024年3月                                      |
| クイーン「ボヘミアン・ラプソディ（Remastered 2011）」                 | 2024年8月                                      |
| マルーン5「ムーブス・ライク・ジャガー feat.クリスティーナ・アギレラ」 | 2024年10月                                     |
| back number「はなびら」                                               | 2024年10月                                     |
| 西野カナ「たとえ どんなに…」                                          | 2024年11月                                     |
| back number「スーパースターになったら」                               | 2024年11月                                     |
| back number「チェックのワンピース」                                   | 2025年1月                                      |
| back number「リッツパーティー」                                       | 2025年1月                                      |
| シルバー                                                              |                                                |

## 日本のDVD
- 1位 嵐「ARASHI 10-11 TOUR "Scene"〜君と僕の見ている風景〜 STADIUM」
- 2位 嵐「ARASHI 10-11 TOUR "Scene"〜君と僕の見ている風景〜 DOME+」
- 3位 AKB48「AKBがいっぱい〜ザ・ベスト・ミュージックビデオ〜」
- 4位 KARA「KARA BEST CLIPS」
- 5位 関ジャニ∞「KANJANI∞ LIVE TOUR 2010→2011 8UPPERS」
- 6位 安室奈美恵「namie amuro PAST FUTURE tour 2010」
- 7位 EXILE ATSUSHI「EXILE ATSUSHI Premium Live 〜The Roots〜」
- 8位 NEWS「NEWS DOME PARTY 2010 LIVE! LIVE! LIVE! DVD!」
- 9位 EXILE「EXILE LIVE TOUR 2010 FANTASY」
- 10位 KAT-TUN「KAT-TUN -NO MORE PAIИ- WORLD TOUR 2010」
- 11位 Perfume「結成10周年、メジャーデビュー5周年記念!Perfume LIVE@東京ドーム「1 2 3 4 5 6 7 8 9 10 11」」
- 12位 Kis-My-Ft2「Kis-My-Ft2 Debut Tour 2011 Everybody Go at 横浜アリーナ 2011.7.31」
- 13位 Kis-My-Ft2「Kis-My-Ftに逢えるde Show vol.3 at 国立代々木第一体育館 2011.2.12」
- 14位 赤西仁「Yellow Gold Tour 3011」
- 15位 KinKi Kids「KinKi Kids 2010-2011 〜君も堂本FAMILY〜」
- 16位 堂本光一「KOICHI DOMOTO CONCERT TOUR 2010 BPM」
- 17位 Hey! Say! JUMP「SUMMARY2010」
- 18位 少女時代「少女時代到来 〜来日記念盤〜 New Beginning of Girls' Generation」
- 19位 Mr.Children「Mr.Children TOUR 2011 "SENSE"」
- 20位 浜崎あゆみ「A 50 SINGLES 〜LIVE SELECTION〜」
- 21位 YUI「HOTEL HOLIDAYS IN THE SUN」
- 22位 嵐「ARASHI Anniversary Tour 5×10」
- 23位 COMPLEX「COMPLEX 20110730 日本一心」
- 24位 SMAP「THANKS FOR BEIJING!!」
- 25位 浜崎あゆみ「Ayumi hamasaki Rock'n'Roll Circus Tour FINAL 〜7days Special〜」
- 26位 ケツメイシ「ケツの穴 〜応用篇〜」
- 27位 テゴマス「テゴマス 2ndライブ テゴマスのあい♥」
- 28位 AKB48「逃した魚たち〜シングル・ビデオコレクション〜」
- 29位 桑田佳祐「宮城ライブ 〜明日へのマーチ!!〜」
- 30位 aiko「ポップとロック」

Category:2011年のライブ・ビデオを参照

### ゴールドディスク認定
| 作品名                                                             | 認定      |
| ゴールド                                                           | ゴールド  |
| ------------------------------------------------------------------ | --------- |
| 安室奈美恵「namie amuro LIVE STYLE 2011」                          | 2012年1月 |
| AKB48「AKB48 よっしゃぁ〜行くぞぉ〜! in 西武ドーム スペシャルBOX」 | 2012年1月 |
| Mr.Children「Mr.Children TOUR 2011 "SENSE"」                       | 2012年3月 |

## Billboard 年間TOP10
※Billboard 集計期間: 2010年12月4日 - 2011年11月26日

- 1位 アデル：「ローリング・イン・ザ・ディープ」
- 2位 LMFAO featuring ローレン・ベネット & GoonRock：「Party Rock Anthem」
- 3位 ケイティ・ペリー：「ファイアーワーク」
- 4位 ケイティ・ペリー featuring カニエ・ウェスト：「E.T.」
- 5位 ピットブル featuring ニーヨ, アフロジャック & Nayer：「Give Me Everything」
- 6位 ブルーノ・マーズ：「Grenade」
- 7位 シーロー・グリーン：「F**K YOU (FORGET YOU)」
- 8位 ニッキー・ミナージュ：「Super Bass」
- 9位 マルーン5 featuring クリスティーナ・アギレラ：「Moves like Jagger」
- 10位 ブラック・アイド・ピーズ：「Just Can't Get Enough」

## 各チャート
- オリコン
  - Template:オリコン週間シングルチャート第1位 2011年
  - Template:オリコン週間アルバムチャート第1位 2011年
  - Template:オリコン週間アニメシングルチャート第1位 2011年
  - Template:オリコン週間演歌・歌謡シングルチャート第1位 2011年
  - Template:オリコン週間DVD音楽チャート第1位 2011年
- Billboard JAPAN
  - Template:Billboard JAPANアニメ楽曲・チャート「Hot Animation」第1位 2011年
  - Template:Billboard JAPANシングル・チャート「Billboard JAPAN Hot 100」第1位 2011年
  - Template:Billboard JAPANアルバム・セールス・チャート「Billboard JAPAN Top Albums」第1位 2011年
  - Template:Billboard JAPANインディーズ・アルバム&シングル・セールス・チャート「Top Independent Albums and Singles」第1位 2011年
  - Template:Billboard JAPANクラシック・アルバム・セールス・チャート「Top Classical Albums」第1位 2011年
  - Template:Billboard JAPANジャズ・アルバム・セールス・チャート「Top Jazz Albums」第1位 2011年
  - Template:Billboard JAPAN洋楽サウンドトラック・アルバム・セールス・チャート「Top Overseas Soundtrack Albums」第1位 2011年
  - Template:Billboard JAPAN R35以上対象番組ラジオ・エアプレイ・チャート「Adult Contemporary Airplay」第1位 2011年
  - Template:Billboard JAPANシングル・セールス・チャート「Hot Singles Sales」第1位 2011年
  - Template:Billboard JAPANラジオ・エアプレイ・チャート「Hot Top Airplay」第1位 2011年
  - Template:Billboardシングル・チャート「Billboard Hot 100」第1位 2011年
  - Template:Billboardデジタル・シングル・チャート「Digital Songs」第1位 2011年
  - Template:Billboardアダルト・コンテンポラリー・チャート「Adult Contemporary」第1位 2011年
  - Template:Billboard R&B/ヒップホップ・シングル・チャート「R&B/Hip Hop Songs」第1位 2011年
- その他
  - Template:スペースシャワーTV - SUPER HITS PERFECT RANKING 50第1位 2011年

## イベント
- 01月12日 - LOVE FOR HAITI FINAL STAGE（東京・SHIBUYA-AX）[76]
- 01月20日-23日「リクエストアワーセットリストベスト100 2011」AKB48 （東京・SHIBUYA-AX）
- 01月21日 - オモロックコロシアム〜新春!鋼鉄乱痴気絵巻〜（東京・Shibuya O-WEST）[77]
- 01月25日・26日 / 04月09日、10日 - SMTOWN LIVE in TOKYO（東京・〔1月〕国立代々木競技場 第一体育館、〔4月〕東京ドーム）[78]
- 02月20日 - LIVE SDD(大阪城ホール)[79]
- 02月26日・27日
  - めざましスーパーライブin沖縄（沖縄・宜野湾海浜公園屋外劇場）[80]
  - G★SPA PARADISE 2011(札幌・定山渓グランドホテル)[81]
- 02月27日 - ガールズ・フェスティバル2011（渋谷C.C.レモンホール）[82]
- 03月20日 - JAPANAID Benefit CONCERT( アメリカ合衆国グアム ヒルトン・グアム・リゾート&スパ)[83]
- 04月06日 - ジェーン・バーキン震災復興支援コンサート Together for Japan(渋谷CLUB QUATTRO)[84]
- 04月11日 - 津波と明日( フランス パリ)[85]
- 04月11日・12日 - アノヒヲワスレナイ〜神戸2011!〜（神戸ワールド記念ホール）[86]
- 04月23日 - Share the Smile Live !! POWER OF MUSIC 2011（横浜BLITZ）[87]
- 04月25日 - 浜田省吾「東日本大震災・被災地復興支援コンサート」（神戸ワールド記念ホール）[88]
- 05月01日 - ギター・マガジン・フェスティバル（JCBホール）[89]
- 05月02日 - 忌野清志郎ロックンロール・ショー 日本武道館 Love&Peace（日本武道館）[90]
- 05月05日 - はいさいFESTA音楽祭「被災地復興支援コンサート」（CLUB CITTA'）[91]
- 05月07日 - TOWER RECORDS presents “MAVERICK KITCHEN” VOL.3（東京・恵比寿リキッドルーム）
- 05月14日 - 東日本大震災支援チャリティーコンサート What a Wonderful World in KANSAI（大阪・万博記念公園）
- 05月17日 - #restart vol.2(東京・Shibuya WWW)[92]
- 05月21日・22日 - KOYABU SONIC（大阪・舞洲特設会場）[93][94]
- 05月21日 - アイドル・フェスティバル in ヒビヤ（日比谷野外大音楽堂）[95]
- 05月28日・29日 - ROCKS TOKYO 2011(東京・新木場若洲公園)[96]
- 06月11日
  - 東日本大震災チャリティコンサート 加藤登紀子 with friends（Bunkamuraオーチャードホール）[97][98]
  - 東日本大震災復興支援ライブ Sing for EAST（神戸国際会館）[99]
- 07月02日
  - ESP学園presents COLORS2011(新木場STUDIO COAST)[100]
  - 志摩レゲエ祭（三重県・合歓の郷）[101]
- 07月04日・05日 - NANO-MUGEN CIRCUIT 2011(恵比寿LIQUIDROOM / 新木場Studio Coast)
- 07月9日 - 京都大作戦2011〜今年も楽しむ覚悟でいらっ祭!〜(京都府立山城総合運動公園)
- 07月10日 - 震災復興チャリティー公演 IBCラジオ公開録音 演歌・民謡の祭典2011（岩手県・盛岡市民文化ホール）
- 07月15日〜31日 - SAPPORO CITY JAZZ（大通公園、キタラ、札幌芸術の森、他 札幌市内各所）
- 07月16日〜18日 - ap bank fes（静岡・つま恋）[102]
- 07月16日、17日 - NANO-MUGEN FES.2011(横浜アリーナ)
- 07月20日 - 28日、PS COMPANY presents キラキラ☆サマー☆タイフーン!! Tour 2011（ZEPP）[103]
- 07月21日 - GGTV presents GG UNITED番外編』(SHIBUYA-AX)[104]
- 07月23日
  - iTunes Festival 2011
  - TOKAI SUMMIT 11(三重県・ナガシマスパーランド)
  - モテキナイト3（LIQUIDROM ebisu）
- 07月23日〜24日 - JOIN ALIVE(いわみざわ公園野外音楽堂キタオン&北海道グリーンランド遊園地)[105]
- 07月29日〜31日 - FUJI ROCK FESTIVAL（新潟県苗場スキー場）
- 07月30日〜8月28日 - a-nation 10th Anniversary for Life Charge&GO! ウイダーinゼリー（東京、大阪、名古屋、愛媛、福岡）[106]
- 07月30日 - NACK5 presentsストナイ LIVE!(Shibuya WWW)
- 08月5日 - 08月7日、ROCK IN JAPAN FESTIVAL（国営ひたち海浜公園）
- 08月6日
  - JAPANATION（片瀬江ノ島西浜）[107]
  - 横浜レゲエ祭2011 RESPECT(横浜スタジアム)[108]
  - 日本アイドル合戦!!〜SHIBUYAの陣〜其の参&まほろばRecords present. Music Summit -SP-(渋谷Womb)
- 08月7日 - 08月12日、YOSHIMOTO WONDER CAMP TOKYO(東京山手線沿線)
- 08月12日 - SONIC MANIA(幕張メッセ)[109]
- 08月12日・13日 - ライジング・サン・ロックフェスティバル(石狩湾新港樽川埠頭野外特設ステージ)
- 08月13日 - サンドウィッチマンのご当地アイドル発掘団 夏祭り!（原宿アストロホール）[110]
- 08月13日・14日 - SUMMER SONIC 2011(QVCマリンフィールド、幕張メッセ、大阪舞洲特設会場)
- 08月18日 - ロックのほそみち（Zepp Sendai）
- 08月19日〜21日 - J-WAVE LIVE 2000+11〜Heart to Heart〜（国立代々木競技場第一体育館）[111]
- 08月24日、25日 - 新木場サンセット2011(新木場STUDIO COAST)
- 08月27日、28日
  - ARABAKI ROCK FESTIVAL(みちのく公園北地区「エコキャンプみちのく」)[注 1]
  - Animelo Summer Live 2011 - rainbow -（さいたまスーパースーパーアリーナ）[112]
  - TOKYO IDOL FESTIVAL (青海特設会場)[113]
- 09月04日 - 閃光ライオット2011(日比谷野外大音楽堂)
- 09月06日 - アース&ヒューマンコンシャスライブ2011 supported by DUNLOP（東京国際フォーラム）
- 09月10日 - BAYCAMP 2011（川崎市東扇島東公園）[114]
- 09月10日 - ちんじゅの森コンサート2011（明治神宮内森の中の特設ステージ）
- 09月11日 - JA KYOSAI Presents RADIO BERRYベリテンライブ2011Special（栃木県井頭公園運動広場）
- 09月14日〜19日 - LIVE福島 風とロックSUPER野馬追（福島県）[115]
- 09月17日〜18日 - イナズマロックフェス'11
- 09月17日〜19日 - YOSHIMOTO WONDER CAMP KANSAI 〜Laugh&Peace 2011〜(なんばグランド花月、京橋花月、5upよしもと、大阪ビジネスパーク円形ホール、AVENUE A☆、umeda AKASO、よしもと祇園花月、神戸朝日ホール)
- 09月18日 - AIR JAM 2011（横浜スタジアム）
- 09月19日 - カップヌードル 40th Anniversary NISSIN POWER STATION LIMITED GIGS〜みんなの音楽〜（横浜赤レンガ倉庫屋外広場）
- 09月23日〜25日 - テレビ朝日ドリームフェスティバル2011（日本武道館）[116]
- 09月24日
  - CLAMP FESTIVAL 2011 TOKYO（味の素スタジアム）[117]
  - いしがきミュージックフェスティバル2011 三陸前夜祭（岩手県大槌町・三陸夢広場 大槌）
- 09月25日 - いしがきミュージックフェスティバル 2011（岩手県盛岡市・盛岡城跡公園 ほか）
- 10月08日・09日 - Audi MUSIC meets ART 2011（箱根彫刻の森美術館）[118]
- 10月09日 - アコースティックフェス@野音2011〜Re-start Japan〜（日比谷野外大音楽堂）[119]
- 10月15日 - LOUD PARK 11 （さいたまスーパーアリーナ）[120]
- 10月16日 - 琉球フェスティバル2011（日比谷野外音楽堂）[121]
- 10月23日 - V-ROCK FESTIVAL '11(さいたまスーパーアリーナ)[122]
- 11月05日 - 第1回カフェ&ミュージックフェスティバル（調布市多摩川河川敷）
- 11月12日〜13日 - Music Lovers Live 2011（日本武道館）[123]
- 12月30日 - IBCラジオ公開録音 第1回いわて紅白歌合戦（岩手県盛岡市・岩手県民会館（大ホール））
- 12月31日〜2012年1月1日
  - 桑田佳祐ライブin神戸&横浜2011〜年忘れ!!みんなで元気になろうぜ!!の会〜（横浜アリーナ）※カウントダウン公演[124]

### 日本武道館公演
- 1月1日・2日 - T.M.Revolution
- 1月6日 - Alice Nine
- 1月8日 - つるの剛士
- 1月9日 - エレファントカシマシ
- 1月15日・16日 - 加藤ミリヤ
- 1月17日・18日・19日 - スティング (ミュージシャン)
- 1月20日 - MINMI
- 1月25日・15日 - ASKA
- 1月29日・30日 - セイ!ヤング・オールナイトニッポン Are you ready? Oh!
- 2月1日 - 布袋寅泰
- 2月5日 - グループ魂
- 2月11日・12日・13日 - 赤西仁
- 2月16日・17日 - テイラー・スウィフト
- 2月26日 - ダリル・ホール&ジョン・オーツ
- 3月5日 - BEGIN
- 3月6日 - May'n
- 3月7日 - くるり
- 4月15日・16日 - 田村ゆかり
- 4月23日・24日 - 清木場俊介
- 4月25日 - MR. BIG
- 4月28日 - w-inds.
- 5月1日 - ACIDMAN
- 5月2日 - 忌野清志郎 ロックン・ロール・ショー 日本武道館 Love&Peace
- 5月3日 - 河村隆一
- 5月6日 - 藍坊主
- 5月7日 - DEEN
- 5月10日・11日 - TOKIO
- 5月16日・17日 - マルーン5
- 5月19日 - ジャスティン・ビーバー
- 5月21日・22日 - MUCC
- 5月27日 - ZARD
- 5月31日 - DEEP (歌手グループ)
- 6月2日・3日 - コブクロ
- 6月14日・15日 - Love in Action Meeting
- 6月17日 - the band apart
- 7月8日・9日 - 松田聖子
- 7月12日・13日 - RIP SLYME
- 7月14日・15日 - 上地雄輔(当初は3月11日に行う予定だったが、東日本大震災が発生したため改めてこの日に行った)
- 7月22日 - BREAKERZ
- 7月29日 - FTISLAND
- 8月13日 - SOPHIA (バンド)
- 8月24日 - Aqua Timez
- 8月25日 - UNITED CUBEエンターテインメント in JAPAN
- 9月5日・6日 - UNICORN
- 9月8日・9日 - 西野カナ
- 9月23日・24日・25日 - テレビ朝日ドリームフェスティバル 2011
- 9月27日 - TOTO (バンド)
- 9月29日・30日 - モーニング娘。(29日は10期生4人のお披露目公演､翌30日は高橋愛の卒業公演｡)
- 10月4日 - シド (バンド)
- 10月10日 - GRANRODEO
- 10月22日 - 倉木麻衣
- 10月25日・26日 - Golden Circle (イベント) Vol.16
- 10月28日・29日 - KREVA
- 11月5日、12月22日 - 秦基博
- 11月8日・9日 - FUNKY MONKEY BABYS
- 11月11日 - Def Tech
- 11月12日・13日 - KDDI presents Music Lovers Live 2011
- 11月14日 - w-inds.
- 11月22日 - SEKAI NO OWARI
- 11月27日 - THE BAWDIES
- 11月28日 - 柴咲コウ
- 12月1日 - Act Against AIDS
- 12月2日・3日・6日・7日・10日 - エリック・クラプトン&スティーヴ・ウィンウッド
- 12月4日 - リスアニ!
- 12月5日 - 毛皮のマリーズ
- 12月8日 - Dream Power ジョン・レノン スーパー・ライヴ
- 12月14日・15日・17日・18日・19日 - 矢沢永吉
- 12月20日・21日 - 2PM
- 12月23日・24日 - THE ALFEE
- 12月25日 - UVERworld
- 12月26日 - アンジェラ・アキ
- 12月27日 - JACK IN THE BOX (イベント)
- 12月28日 - 吉井和哉
- 12月29日 - BUCK-TICK
- 12月30日・31日 - 氷室京介

### 東京ドーム公演
- 1月1日 - KinKi Kids
- 3月5日・6日 - イーグルス
- 6月11日・12日 - 氷室京介
- 6月24日・25日・26日 - 嵐
- 7月30日 - FUNKY MONKEY BABYS
- 7月30日・31日 - COMPLEX
- 8月28日 - Kis-My-Ft2
- 9月28日・29日 - 小田和正
- 11月12日・13日 - SMAP
- 11月26日 - チャン・グンソク
- 11月28日・30日 - エアロスミス
- 12月3日・4日 - 水樹奈々
- 12月8日・9日・11日・12日 - EXILE
- 12月16日・17日・18日 - 関ジャニ∞
- 12月22日・24日・25日 - B'z
- 12月30日・31日 - KinKi Kids

## 主要な賞
| 賞                                                | 受賞作・受賞者 |
| ------------------------------------------------- | --- |
| 第53回日本レコード大賞                            | - 日本レコード大賞 - AKB48「フライングゲット」 - 優秀作品賞 - 西野カナ「Esperanza」 - KARA「GO GO サマー!」 - AAA「CALL」 - JUJU「この夜を止めてよ」 - 水森かおり「庄内平野 風の中」 - 氷川きよし「情熱のマリアッチ」 - FUNKY MONKEY BABYS「それでも信じてる」 - AKB48「フライングゲット」 - 東方神起「Why? (Keep Your Head Down)」 - いきものがかり「笑ってたいんだ」 - 最優秀新人賞 - Fairies - 最優秀歌唱賞 - 坂本冬美 - 最優秀アルバム賞 - 小田和正「どーも」                          |
| 第44回日本有線大賞                                | - 日本有線大賞：ふくい舞 - 有線音楽優秀賞 - AKB48 - 大月みやこ - JUJU - 田川寿美 - 西野カナ - 氷川きよし - ふくい舞 - 水森かおり - 新人賞：薫と友樹、たまにムック。、Fairies - ロングリクエスト賞：南かなこ、レーモンド松屋「雨のミッドナイトステーション」 ※アレンジは異なるが、同一曲で同時受賞。 - 特別賞：AKB48、薫と友樹、たまにムック。 - 有線問い合せ賞：Metis「人間失格」 - 有線放送協会賞：さくらまや、竹川美子、真崎ゆか                                                         |
| 第25回日本ゴールドディスク大賞                    | - アーティスト・オブ・ザ・イヤー（邦楽）：嵐 - アーティスト・オブ・ザ・イヤー（洋楽）：レディー・ガガ - ニューアーティスト・オブ・ザ・イヤー（邦楽）：少女時代 - ニューアーティスト・オブ・ザ・イヤー（洋楽）：KARA - シングル・オブ・ザ・イヤー：AKB48「Beginner」 - アルバム・オブ・ザ・イヤー（邦楽）：嵐「僕の見ている風景」 - アルバム・オブ・ザ・イヤー（洋楽）：リンキン・パーク「ア・サウザンド・サンズ」 - アニメーション・アルバム・オブ・ザ・イヤー:「ONE PIECE MEMORIAL BEST」 |
| 第54回グラミー賞                                  | - 最優秀レコード賞 - アデル「ローリング・イン・ザ・ディープ」 - 最優秀アルバム賞 - アデル「21」 - 最優秀楽曲賞 - アデル「ローリング・イン・ザ・ディープ」 - 最優秀新人賞 - ボン・イヴェール |
| 第4回eo Music Try                                 | - グランプリ - ココロオークション - 準グランプリ - @way - eo特別賞 - KANA-BOON - Pocky賞 - ナードマグネット - 審査員特別賞 - 大村みさこ |
| 第4回閃光ライオット                               | - グランプリ - PAIGE - 審査員特別賞 - 片平里菜 - カラオケステージ グランプリ - 山上竜生 |
| 第4回ロックンロール・ハイスクール                 | - 優勝 - border prisoner |
| 第3回CDショップ大賞                               | - 大賞：andymori「ファンファーレと熱狂」 - 準大賞 - 神聖かまってちゃん「友だちを殺してまで。」 - 世界の終わり「EARTH」 - 秦基博「Documentary」 |
| 第3回ビルボード・ジャパン・ミュージック・アワード | - 最優秀賞 - AKB48「Everyday、カチューシャ」 |
| 第2回岩谷時子賞                                   | - 岩谷時子賞 - 坂本冬美 - 岩谷時子・奨励賞 - 藤本隆宏 - 岩谷時子・特別賞 - 市村正親、鳳蘭 - Foundation for Youth - 上野通明 |
| 第1回MPA賞                                        | - スタンダード・ソング賞 - ゲバゲバ90分!テーマ - ヒット・ソング賞 - AKB48「ヘビーローテーション」 |
| 第1回ミュージック・ジャケット大賞                 | - 大賞 - 桑田佳祐「MUSICMAN」 - 準大賞 - 鈴村健一「CHRONICLE to the future」、androp「door」 - 特別賞 - ザ・ローリング・ストーンズ「FROM THE 70′S TO 00′S コレクターズ・ボックス VOL.1」 |

## デビュー

### 1月
- 9日 - 愛かなえ「名も無い花のように」[125]（インディーズデビュー）
- 12日 - 中村舞子「Answer」(メジャーデビュー)
- 19日 - アレックス・バンド「アレックス・バンド」(ソロデビュー)
- 19日 - SioreeNa「キミノナマエ〜I Miss You〜」[126]
- 19日 - タイニー・テンパー「ディスカバリー」(メジャーデビュー)
- 19日 - 福島和可菜「Smileちょい足し、元気ちょい足し」
- 19日 - マイア・ヒラサワ「マイア・ヒラサワ」[127]
- 19日 - starry sky「遠い星のどこかで」
- 19日 - ハクエイ・キム「トライソニーク」(メジャーデビュー)
- 19日 - HIROKO「GIRLZ UP〜stand up for yourself〜」(ソロデビュー)
- 19日 - ViViD「「夢」〜ムゲンノカナタ〜」(メジャーデビュー)
- 19日 - 星本エリー「涙が止まらない」(メジャーデビュー)[128]
- 20日 - 蒼井そら「毛衣」(中華圏にてソロデビュー)[129]
- 24日 - George-K「Live+ing」[130]
- 26日 - 板野友美「Dear J」(ソロデビュー)
- 26日 - グラッサー「リング」[131](メジャーデビュー)
- 26日 - nAo「Strawberry Heart」[132]
- 26日 - ハジ→「ハジバム。」(インディーズデビュー)[133]
- 26日 - oh sunshine「oh sunshine」(再デビュー)[134]
- 26日 - Pre-dia「Dia Love」[135]（インディーズデビュー）
- 26日 - 若旦那「いのち〜桜の記憶〜」(ソロデビュー）
- 26日 - 珠妃「ヒカリ」[136](メジャーデビュー)

### 2月
- 2日 - 樹里からん「TORCH」(メジャーデビュー)[137]
- 2日 - 赤飯「EXIT TUNES PRESENTS SEKIHAN the BEST」[138]
- 2日 - ダイスケ「ボク☆ロケット」
- 2日 - 仲田かおり「パーマ屋ゆんた」
- 2日 - 花団「花団」(メジャーデビュー)[139]
- 9日 - 浅沼修「時計台のある街」（インディーズデビュー）[140]
- 9日 - 白石稔「出しちゃいました。」
- 9日 - 野水いおり「魔・カ・セ・テ Tonight」
- 9日 - パク・ヘジン「運命の轍」(メジャーデビュー)
- 9日 - スベルトンズ「スベルトン」
- 9日 - Happiness「Kiss Me」(メジャーデビュー)
- 9日 - ももちひろこ「明日、キミと手をつなぐよ」(メジャーデビュー)[141]
- 9日 - THE 野党「8:10 PM」[142]
- 9日 - 山口理恵「気づいてゾンビさま、私はクラスメイトです」
- 11日 - 文菜「どろどろ」（インディーズデビュー）[143]
- 16日 - 葵&涼平 incl. アヤビエメガマソ「モノクローム」（再デビュー）[144]
- 16日 - androp「Door」
- 16日 - サンサナー「サンサナー」[145]
- 16日 - THE★TREE SOUL PIGREES「ピンクと呪文」(期間限定デビュー)
- 16日 - ダイナマイトバカソウル「ダイナマイトバカソウル」
- 16日 - 真崎ゆか「Last Kiss feat.KG」(メジャーデビュー)
- 16日 - Ms.OOJA「It's OK」(メジャーデビュー)[146]
- 16日 - 無限男子「Infinity Love/恋愛年齢∞無限大～」
- 23日 - Caos Caos Caos「tear drops」(再デビュー)
- 23日 - Seek「tic tac toe.」(メジャーデビュー)[147](メジャーデビュー)
- 23日 - BABYDOLLS「I LOVE U」（インディーズデビュー）[148]
- 28日 - ビーディ・アイ「ディファレント・ギア、スティル・スピーディング」(メジャーデビュー)
- アイドリング!!! (アイドルグループ)（台湾デビュー）
- 佐々木健之介・佐々木誠之介
- ソ・ジソプ

### 3月
- 2日 - 伊禮恵「新しい朝」（インディーズデビュー）[149]
- 2日 - ill hiss clover「sleepy bell」（タワーレコード限定、インディーズデビュー）[150][151]
- 2日 - グッキー（GReeeeN×ベッキー♪♯）「GOOD LUCKY!!!!!」[152]
- 2日 - SIGN（植原卓也、桜田通、平間壮一、寺田拓哉、吉沢亮）「サイン」
- 2日 - JIN AKANISHI「Eternal」(ソロデビュー、名義変更)
- 2日 - ドリームシェイド「ホワット・サイレンス・ハイズ」[153]
- 2日 - 中嶋ユキノ「桜ひとひら」（配信デビュー、CDデビューは2016年8月）[154]
- 2日 - HOW MERRY MARRY「バイ マイ タウン」
- 2日 - 8utterfly「Diary」[155]
- 2日 - THE PINBALLS「アンテナ」（インディーズデビュー）[156][151]
- 2日 - プリティー・レックレス「ライト・ミー・アップ」(メジャーデビュー)[157]
- 2日 - 見田村千晴「始まり」（タワーレコード限定、インディーズデビュー）[158]
- 9日 - AZUMA HITOMI「ハリネズミ」(メジャーデビュー)[159]
- 9日 - うさ「LINK/RING」
- 9日 - お中元「春の行人」[注 2]
- 9日 - Tomato n' Pine「旅立ちトランスファー」(メジャーデビュー)
- 9日 - BARBARS「OPEN!!!」
- 9日 - buzzG「Symphony」(メジャーデビュー)[160]
- 9日 - 増井ココロ「HEART & SOUL」(メジャーデビュー)[161]
- 9日 - 理映子「Freeway」[162]
- 13日 - 若葉「poro-pet」
- 16日 - EARTHBOUND PAPAS「Octave Theory」
- 16日 - 井手綾香「Portrait」（メジャーデビュー）[163]
- 16日 - 2NE1「2NE1」(メジャーデビュー)
- 16日 - Not yet「週末Not yet」(メジャーデビュー)
- 16日 - VERBAL「VISIONAIR」（ソロデビュー）
- 16日 - BEAST「SHOCK」(メジャーデビュー)
- 16日 - Fivesta「Fivesta」[164]
- 16日 - BORIS「New Album」(メジャーデビュー)
- 16日 - MAICO「LIFE IS SPECIAL」（ソロデビュー、インディーズデビュー）[165]
- 23日 - DOLCE OATI「CLASSIC × PUNK!!!」
- 23日 - BiS「Brand-new idol Society」（インディーズデビュー）[166]
- 23日 - ミッツ・マングローブ「若いってすばらしい」(メジャーデビュー)
- X JAPAN(全米デビュー)[167]
- GAL♥DOLL[168]

### 4月
- 6日 - 嘘つきバービー「ニニニニ」(メジャーデビュー)
- 6日 - キム・ヒョンジュン「ファースト ミニ マイガール ジャパンエディション」(メジャーデビュー)[169]
- 6日 - Tokyo Cheer②Party「届け!エール 愛言葉」(インディーズデビュー)[170]
- 6日 - back number「はなびら」
- 13日 - カピバラさんとマユミーヌ「カピバラさんのうた」[171]
- 13日 - salyu×salyu「s(o)un(d)beams」
- 13日 - 7!!「フォーリン・ラブ」(メジャーデビュー)[172]
- 13日 - 森本さやか「Gerbela」
- 20日 - 伊藤美裕「六本木星屑」[173]
- 20日 - 仮面ライダーGIRLS「Let's Go RiderKick 2011」
- 20日 - コロムビア・ガールズ・コレクション「夢色ラプソディー/ふたりの恋あかり」[174]
- 20日 - 樹威「XI（エルフ）」(ソロデビュー)
- 20日 - THE SUITBOYS A.K.A.☆TAKU TAKAHASHI「AFTER 5 VOL.1」（ソロデビュー）
- 20日 - ドリーム モーニング娘。「ドリムス。1」(再デビュー)
- 20日 - パク・ヒョンビン（日本デビュー）「シャバン シャバン」
- 27日 - AMEMIYA「冷やし中華はじめました」[175]
- 27日 - 猪苗代湖ズ「I love you & I need you ふくしま」（配信は3月20日、インディーズデビュー）
- 27日 - ケイシー・バタグリア「ブリング・イット・オン」（日本デビュー）
- 27日 - Starmarie「涙のパン工場「コンセル・カマタ」〜SINGLE VERSION〜」(メジャーデビュー)[170]
- 27日 - TK from 凛として時雨「film A moment」（ソロデビュー）[176]
- 27日 - チャン・グンソク「Let me cry」
- 27日 - ヒャダイン「ヒャダインのカカカタ☆カタオモイ-C」(メジャーデビュー)
- 29日 - AeLL.「エコロジーモンキーズ」（インディーズデビュー）

OFA☆21、Cinemaglam、繁森由梨佳、L.A.F.U.、LinQ、momo（ソロデビュー）

### 5月
- 3日 - 愛美「天使のCLOVER」（メジャーデビュー）
- 4日 - MBLAQ「Your Luv」（メジャーデビュー）
- 4日 - 恵莉花「Be With You 〜空も飛べるはず〜」（メジャーデビュー）
- 4日 - じゃ〜んずΩ「どん底ヘヴン」[182]
- 4日 - SHU-I「Smile For Me」[183]（メジャーデビュー）
- 4日 - ぱすぽ☆「少女飛行」(メジャーデビュー)[184][170]
- 4日 - ピース×ピース「ピースフル!」
- 4日 - The fevers（ゆず・TRICERATOPS）「第九のベンさん」[185]
- 4日 - U「U」（メジャーデビュー）[186]
- 4日 - Little Blue boX「1ドリーム/Great Future War」
- 11日 - 沢井美空「あたし、今日、失恋しました。」
- 11日 - DIAMOND☆DOGS「カルナバル～禁じられた愛」
- 11日 - Heavenstamp「Stand by you - E.P.+REMIXES」[187]
- 11日 - 溝渕文「アサガタノユメ」溝渕文(メジャーデビュー)[188]
- 11日 - 吉川友「きっかけはYOU!」(ソロデビュー)
- 18日 - 2PM「Take off」（メジャーデビュー）[189]
- 18日 - DiVA「月の裏側」(メジャーデビュー)[190]
- 25日 - 薫と友樹、たまにムック。「マル・マル・モリ・モリ!」
- 25日 - 河野マリナ「Morning Arch」（メジャーデビュー）[191]
- 25日 - パク・ジョンミン「Wara Wara THE, PARK JUNGMIN」(ソロデビュー)

AKBN 0、kowloon（メジャーデビュー）、天下取り隊（メジャーデビュー）、DIAMOND★DOGS、フォスター・ザ・ピープル、YURECA（メジャーデビュー）

### 6月
- 1日 - Sissy「Ready GO!」[196]
- 1日 - ハナエ「羽根」(メジャーデビュー)[136][197]
- 8日 - ジェイムス・ブレイク「ジェイムス・ブレイク」[198]
- 8日 - Jessie J「フー・ユー・アー」[199]
- 8日 - SUPER JUNIOR「美人 (BONAMANA)」(日本メジャーデビュー)
- 8日 - PEACEFUL「START!!」（インディーズデビュー）
- 8日 - MAN WITH A MISSION「MAN WITH A MISSION」
- 8日 - RESTART JAPAN with TUBE「RESTART」
- 15日 - exist†trace「TRUE」
- 15日 - THE★米騒動「どうでもいい芸術」[200]（インディーズデビュー）
- 22日 - 佐野有美「歩き続けよう」「あきらめないで」[201]
- 22日 - SHINee「Replay -君は僕のeverything-」(メジャーデビュー)
- 22日 - ふくろうず「砂漠の流刑地」
- 22日 - 前田敦子「Flower」（ソロデビュー）[202]
- 29日 - 吉田このみ「フルサト」(メジャーデビュー)[203]

ALLY&DIAZ、入川保則、ShaNa(メジャーデビュー)、Zero(メジャーデビュー)、TATSUMA、Pretty Bach(メジャーデビュー)、HYNA、LinQ

### 7月
- 3日 - アルカラ「こっちを見ている」
- 6日 - ν［NEU］「RED EMOTION ～希望～」（メジャーデビュー）
- 6日 - 竹原ピストル「父から娘へ 〜さや侍の手紙」
- 6日 - 三浦明利「ありがとう〜私を包むすべてに〜」（インディーズデビュー）[209]
- 13日 - 坂東慧「Happy Life!」（ソロデビュー）
- 13日 - ビーチボーイズ「ビーチボーイズ」[210]
- 13日 - 安田奈央「つぼみ」[211]
- 20日 - アーバンギャルド「スカート革命」
- 20日 - NMB48「絶滅黒髪少女」（メジャーデビュー）[212]
- 20日 - ST☆RISH[213]「マジLOVE1000%」
- 20日 - SHOW「Only for You Japan Edition」（日本デビュー）[214]
- 20日 - 七森中☆ごらく部「ゆりゆららららゆるゆり大事件」（メジャーデビュー）[215]
- 20日 - FANTA「Fantastic Love」
- 20日 - Milky Bunny「Bunny Days♥」[216]
- 20日 - 羊毛とおはな/東山奈央「世界は踊るよ、君と。/ここからはじまる物語」
- 21日 - トリンドル玲奈「LOVE DISCO」[217]
- 27日 - 果山サキ「本当にキミじゃないのかな・・・ feat.SoulJa」[218]
- 27日 - 桐谷美玲「Sweet&Bitter」
- 27日 - GOKIGEN SOUND「ゴキゲンサン〜365日のドライブ〜」（メジャーデビュー）
- 27日 - ちょうちょ「カワルミライ」（メジャーデビュー）[219]
- 27日 - 山根万理奈「ジャンヌダルク」

Twinklestars(再デビュー)、濱野裕生、MORTON、モホンビ

### 8月
- 3日 - Secret「Madonna」(日本デビュー)
- 3日 - Droog「LOVE SONGS」[223]
- 3日 - NOVELS「ミッシングリンク」
- 3日 - 放課後プリンセス「放課後プリンセス 〜おしえてください!〜」（インディーズデビュー）[224]
- 3日 - LAMA「Spell」
- 3日 - N'夙川BOYS「PLANET MAGIC」[225]
- 10日 - Kis-My-Ft2「Everybody Go」（メジャーデビュー）
- 10日 - Sea☆A「DREAM SHOOTER」[226]
- 10日 - 藤森慎吾とあやまんJAPAN「夏あげモーション」
- 17日 - 秋赤音「antinotice/花弁」[227]
- 17日 - AFTERSCHOOL「Bang!」(日本デビュー)
- 17日 - きゃりーぱみゅぱみゅ「もしもし原宿」
- 17日 - SEKAI NO OWARI「INORI」
- 23日 - AYABIE「流星」
- 23日 - THEラブ人間「これはもう青春じゃないか」
- 24日 - 斎藤工「燦々」
- 24日 - 水蓮寺ルカ starring 山崎はるか「僕ら、駆け行く空へ」
- 24日 - 忘れらんねえよ「CからはじまるABC」
- 31日 - 加賀谷はつみ「君がいる」[228]（メジャーデビュー、配信）
- 31日 - JUNO「Fate」（日本デビュー）[229]
- 31日 - THE BOHEMIANS「憧れられたい」

青羽凛々、AKG48、華山雪、Viru's、BeeBee、丸山桂里奈

### 9月
- 7日 - Aimer「六等星の夜/悲しみはオーロラに/TWINKLE TWINKLE LITTLE STAR」(メジャーデビュー)
- 7日 - 女王蜂「孔雀」(メジャーデビュー)
- 9日 - 99RadioService「2」(メジャーデビュー)
- 14日 - EXILE ATSUSHI「いつかきっと…」(ソロデビュー)
- 14日 - ピエール中野「Chaotic Vibes Drumming 入門編」「Chaotic Vibes Drumming 実践編（ソロデビュー）
- 14日 - RAINBOW「A（エー）」[235]
- 21日 - Dios/シグナルP「EXIT TUNES PRESENTS THE BEST OF Dios/シグナルP」
- 28日 - シクラメン「僕の宝物」
- 28日 - The Sketchbook「道」「クローバー」
- 28日 - T-ARA「Bo Peep Bo Peep」[236]
- 21日 - Fairies「More Kiss/Song for You」[237]

ウラリエ、Oranje.、2NE1（日本デビュー）、BABY GAMBA

### 10月
- 5日 - たかはし智秋「今夜はチュパ♡リコ」
- 12日 - 指田郁也「bird/夕焼け高速道路」（メジャーデビュー）[241]
- 12日 - さよならポニーテール「魔法のメロディ」
- 12日 - Flower「Still」 (メジャーデビュー)
- 12日 - YAPAN「Hello World」（ソロデビュー）
- 19日 - 藍井エイル「MEMORIA」
- 19日 - 井上銘「ファースト・トレイン」[242]
- 19日 - CNBLUE「In My Head」（ 日本デビュー）
- 19日 - 玉城千春「神様」（ソロデビュー）
- 26日 - OverTheDogs「トケメグル」
- 26日 - サンドウィッチマン&及川奈央「天晴れババンバン!」
- 26日 - HAPPY BIRTHDAY「ファーストキス」
- 26日 - 芦田愛菜「ステキな日曜日〜Gyu Gyu グッデイ!〜」(ソロデビュー)

ANIMETAL USA（ 日本デビュー）、チャチャチャ倶楽部、ノエル・ギャラガー(ソロデビュー)、高田泰治、福田萌、魔女っこ、水谷ゆう

### 11月
- 2日 - 柴田あゆみ「believe」（ソロデビュー）
- 2日 - JUNIEL「Forever」（メジャーデビュー）[247]
- 2日 - 蝶々P「Glorious World」
- 2日 - ぷいぷい軽音部「未来の花束」[248][249]
- 2日 - Hemenway「Listen」
- 2日 - ろん「EXIT TUNES PRESENTS ろんBEST -ひっしに歌ってみた編-」
- 9日 - PEACE$TONE「ダブル・ファンタジー」（メジャーデビュー）
- 16日 - Sexy Zone「Sexy Zone」
- 16日 - LIGHT BRINGER「noah」
- 23日 - galaxias!「galaxias!」[250]
- 23日 - 中田裕二「école de romantisme」
- 23日 - phatmans after school「ボクノバアイハ」（メジャーデビュー）[251]
- 16日 - masa-yume（吉井和哉×ダチョウ倶楽部）「マサユメ」[252]
- 16日 - もえ×こん「純情☆ファイター」[253]
- 30日 - earthmind「B-Bird」
- 30日 - EGOIST「Departures 〜あなたにおくるアイの歌〜」
- 30日 - ecosystem「ジレンマ」

キャラ・ノール、Glitter Nova、ブルーオーロラサクソフォン・カルテット、マック・ミラー

### 12月
- 7日 - 伊藤祥平「Dream of Life」[257]
- 7日 - cargo「TOKYO MARATHON MUSIC presents TOKYO MORNING RUN produced by cargo」
- 9日 - VSK「ゴッド・ソングス」（インディーズデビュー）[258]
- 14日 - JaaBourBonz「誓うよ」（メジャーデビュー）
- 14日 - 武井咲「恋スルキモチ」[259]
- 14日 - DJ 保坂壮彦「ALL IS LOVE IS ALL」
- 14日 - ブライアン新世界「LOW-HIGH-BOOTS」（インディーズデビュー）
- 14日 - MAJOR MUSIC「HOPE」
- 14日 - ROOT FIVE「MERRY GO ROUND」
- 16日 - SUPER JUNIOR-D&E「Oppa, Oppa」
- 21日 - れれれP「LELELEGEND」
- 28日 - E-girls「Celebration!」
- 28日 - ぐるたみん「EXIT TUNES PRESENTS ぐ 〜そんなふいんきで歌ってみた〜」
- 28日 - ChocoLe「ミルクとチョコレート」[260]

## 結成

### アイドル・ガールズグループ・ボーイバンド
- asfi
- アップアップガールズ（仮）
- あっぷる学園応援部（ - 2019年）
- ami〜gas
- アリス十番
- e-girls（ - 2020年）
- HKT48
- Apink
- AeLL.（ - 2014年）
- SCK GIRLS
- X-5（ - 2012年）
- NKO☆Lovers（ - 2013年）
- N-sonic（ - 2015年）
- Apeace（ - 2021年）
- お掃除ユニットCLEAR'S
- OFR48
- 怪傑!トロピカル丸（ - 2015年）
- CoverGirls
- 川崎純情小町☆
- QunQun
- サンスポアイドルリポーター
- Sea☆A（ - 2013年）
- JKT48
- フレア・ラ・モード→フレア・ラ・モードAce→Fleramo【Orion】→神聖フレラモ
- Star☆T
- STELLAR（ - 2018年）
- SUPER JUNIOR-D&E
- Sexy Zone
- Da-iCE
- Dal★Shabet
- CHI-CHI（ - 2013年）
- 超特急
- Doll☆Elements（ - 2017年）
- ドリームモーニング娘。（ - 2012年）
- 虹色スイッチ（ - 2014年）
- 二丁目の魁カミングアウト
- 乃木坂46
- B1A4
- F-ve Dolls（ - 2015年）
- フェアリーズ（ - 2020年）
- ふぉ〜ゆ〜
- Brave Girls
- Block B
- Be-ppin（ - 2011年）
- 放課後プリンセス
- WHY@DOLL（ - 2019年）
- MYNAME
- MYM♪Crescendo
- マシュマロ3d+
- ミライスカート
- ゆりめり
- リトル・ミックス
- RYUTist
- LinQ

### バンド・音楽グループ・音楽ユニット
- earthmind（ - 2013年）
- 愛はズボーン
- AWAKE
- asobius
- ADAM at
- up-beat tribute band（ - 2015年）
- アドレナリン・モブ
- another sunnyday（ - 2017年）
- アルスマグナ
- ALTIMA（ - 2016年）
- ARTEMA（ - 2016年）
- Arte Refact
- 杏窪彌
- UNDER FOREST（ - 2011年?）
- iima
- IMERUAT
- ウソツキ
- EGOIST（ - 2023年）
- M.I.B（ - 2016年）
- Emerald
- Alvvays
- Okada&Ryo
- オン・オア・アバウト
- KAO=S
- 薫と友樹、たまにムック。（ - 2014年）
- KatoShoji
- カメレオ（ - 2017年）
- 河内REDS（ - 2021年）
- kiki*（ - 2015年）
- 菊池常利&真形テルコwithヴェンタイン系アーティスト一同（ - 2011年）
- キング
- クイーン+アダム・ランバート
- Goose house（ - 2018年）
- QOOLAND（ - 2018年）
- Good Coming
- グッバイフジヤマ（ - 2019年）
- GLIDER
- ア・グレイト・ビッグ・ワールド
- ケラケラ
- 鍵盤男子
- ココロオークション
- Cö shu Nie
- 午前四時、朝焼けにツキ（ - 2017年）
- THE OTOGIBANASHI'S
- The Coastguards
- The Sketchbook（ - 2015年）
- THE SALA
- the peggies
- THE BOYS&GIRLS
- THE MICRO HEAD 4N'S
- the Raid.
- ザ・モアイズユー
- ザ・ユナイテッド（ - 2014年）
- ザ・ワンダフルワールド
- ジ・インターネット
- phatmans after school→saji
- Survive Said The Prophet
- than
- サンドクロック（ - 2018年）
- SHE'S
- シェイド
- GENERATIONS from EXILE TRIBE
- しかバンビ（ - 2014年）
- しなまゆ（ - 2020年）
- Cinemaglam（ - 2011年）
- 少年記（ - 2016年）
- 真空ホロウ（ - 2023年）
- sympathy
- Swimy,
- スーパーガンバリゴールキーパーズ（ - 2021年）
- StylipS（ - 2016年）
- STOLEN
- Split BoB（ - 2019年）
- ∞Z（ - 2018年）
- そこに鳴る
- それでも世界が続くなら
- ターリストリオ
- Chelsy（ - 2018年）
- チャーチズ
- T&N
- THIS IS JAPAN
- DISH//
- DEZERT
- 天才凡人
- 2CELLOS
- Trignal
- なでしこ姉妹
- 七森中☆ごらく部
- ナミダロジック
- 奈良県立ジュニアオーケストラ
- にゃんぷりーと（ - 2022年）
- NORVER
- Half time Old
- Verge
- ハイエイタス・カイヨーテ
- HYBRID HUMAN IDEOLOGY（ - 2013年）
- バスカー・バスカー
- Have a Nice Day!
- はやぶさ
- Pulse Factory
- 南蛮キャメロ→PULPS
- Banda Mandacarinho
- ピアノ・ガイズ
- ビー・ザ・ウルフ
- VIC:CESS（ - 2017年）
- ヒトリエ
- HIROZ SEVEN+（ - 2017年?）
- ファイヴ・セカンズ・オブ・サマー
- ファミ箏
- fox capture plan
- プッシー・ライオット
- BRIDEAR
- フラチナリズム
- Fla$hBackS（ - 2018年）
- BRATS
- フルフォース
- Bentham
- ペンタトニックス
- ホタルライトヒルズバンド
- ポリフィア
- マイケル・シェンカーズ・テンプル・オブ・ロック
- MY FIRST STORY
- まちがいさがし
- MANNISH BOYS
- MINAMI NiNE
- ミリエール・トロンボーン四重奏団
- 夢幻華紋
- MEJIBRAY（ - 2017年）
- モノンクル
- ユナイト
- unicycle dio
- Yoctopolis
- 落日飛車
- リコチェットマイガール（ - 2018年）
- Little Blue boX（ - 2014年）
- ルーカス・グラハム
- RebeldeS（ - 2013年）
- ONE NEWTON ALL TYPE
- ワンリルキス（ - 2016年）

## 活動再開
- 1月 - 桑田佳祐[2][注 3]
- 1月 - 東方神起[6]
- 1月17日 - 矢井田瞳（3年半ぶり）[261]
- 1月29日 - 黒夢（ - 2015年）
- 3月 - Plastic Tree[262]
- 4月 - 中島美嘉（半年ぶり）[263]
- 4月 - B.B.クィーンズ[264]
- 5月27日 - JAYWALK
- 6月27日 - SOPHIA[265]（ - 2013年8月12日）
- 12月7日 - DJ OZMA（3年ぶり）[266]

### 再結成
- 5月25日 - 加藤久仁彦&トップギャラン（改名、30年ぶり）[267]
- 7月13日 - Sound Schedule
- 7月17日 - SIAM SHADE

### 期間限定
- 2010年11月24日 - 2011年11月、佐良直美（歌手復帰、1年限定）[268]
- 3月6日 - チューリップ ※九州新幹線全線開通に合わせて一夜限りで再結成[269]
- 7月30日・31日 - COMPLEX[270][271]。
- 8月 - 12月、ZONE[272]

## 活動休止・解散・引退

### 活動休止
- 1月15日 - えちうら
- 2月12日 - 4月5日 - 東京事変（ドラムの刄田綴色の不祥事により一時休止）[14]
- 2月末 - SunSet Swish[273]
- 3月末日 - RAG FAIR[274]
- 5月22日 - 松岡英明（ - 2014年1月11日）
- 8月28日 - コブクロ[53]（ - 2012年4月5日）
- 12月4日 - 後藤真希（ - 2014年6月16日）
- 12月17日 - ムーンライダーズ[275]

### 解散
- 2月27日 - RYTHEM
- 3月末日 - t.A.T.u.[31]
- 4月17日 - SI☆NA[276]
- 5月 - ヴィドール[277]

### 引退
- 3月6日 - 二葉百合子[20]
- 3月9日 - フィル・コリンズ[22]
- 7月 - 北原愛子
- 8月27日 - 小川紗季（スマイレージ）
- 10月 - 西村朝香（ZONE (バンド)）[278]
- 12月31日 - 前田憂佳（スマイレージ）[279]

## 誕生
- 2011年5月9日（14歳） - 野澤しおり（子役、ピアニスト）

## 死去
※国旗もしくは地名は出身地
- 01月01日
  - マリーン・コンスタンティン（、音楽家 *1925年）
  - フレミング・ヨルゲンセン（、歌手・俳優 *1947年）
  - チャールズ・ファンブロー（、ジャズ・ダブルベース奏者 *1950年）
- 01月04日 - ミック・カーン（、ベース奏者、ロックバンド「ジャパン」のメンバー　*1958年）
- 01月05日 - 山下敬二郎（東京都、ロカビリー歌手 *1939年）
- 01月07日 - 高見沢宏（静岡県、テノール歌手、ダークダックスメンバー *1934年）
- 01月08日 - 横澤彪（群馬県、フジテレビ元ゼネラルプロデューサー、ヴァージン・ジャパン→メディア・レモラス元社長 *1937年）
- 01月10日 - マリア・エレナ・ワルシュ（、歌手・詩人 *1930年）
- 01月12日 - 古澤良治郎（宮城県、ジャズドラマー *1945年）
- 01月18日
  - 長岡純子（東京都、ピアニスト *1928年）
  - 森啓（音楽プロデューサー、元日本コロムビアレコーディングディレクター *1942年）
- 01月26日 - グラディス・ホートン（、歌手、コーラスグループマーヴェレッツ元メンバー *1946年）[280]
- 01月28日 - マーガレット・プライス（、ソプラノ歌手 *1941年）
- 01月29日 - ミルトン・バビット（、作曲家 *1916年）
- 01月30日 - ジョン・バリー（、作曲家 *1933年）
- 02月06日 - ゲイリー・ムーア（、ロックギタリスト *1952年）
- 02月12日 - ハンス・ライグラフ（、ピアニスト *1920年）
- 02月14日 - ジョージ・シアリング（、ジャズピアニスト *1919年）
- 02月24日 - エディ・セラート（、ドラマー、?_アンド_ザ・ミステリアンズのメンバー *1945年）
- 03月12日 - ジョー・モレロ（、ドラマー、元デイヴ・ブルーベック・カルテットメンバー *1928年）
- 03月15日
  - ヤコフ・クライツベルク（、指揮者 *1959年）
  - ネイト・ドッグ（、R&B歌手 *1969年）
- 03月18日 - ジェット・ハリス（、ベーシスト、元シャドウズメンバー *1939年）
- 03月21日
  - パイントップ・パーキンズ（、ブルース歌手 *1913年）
  - ロレッタ・ホロウェイ（、ソウル歌手 *1946年）
- 03月29日 - ロバート・ティアー（、テノール歌手 *1939年）
- 04月04日 - スコット・コロンバス（、ドラマー、元マノウォーメンバー *1956年）
- 04月05日 - 和乃（、歌手、しゃるろっとボーカル *1981年）
- 04月15日 - ヴィンチェンツォ・ラ・スコーラ（、テノール歌手 *1957年）
- 04月18日 - 島田陽子（東京都、作詞家 *1929年）
- 04月21日 - 田中好子（東京都、歌手、キャンディーズ元メンバー *1956年）
- 04月23日 - 大賀典雄（静岡県、指揮者、声楽家、元東京フィルハーモニー交響楽団理事長、元ソニー社長 *1930年）
- 04月26日 - 宇野誠一郎（兵庫県、作曲家 *1927年）
- 04月29日 - ウラジミール・クライネフ（、ピアニスト *1944年）
- 05月08日 - コーネル・デュプリー（、ミュージシャン *1942年）
- 05月15日
  - ボブ・フラニガン（、ジャズ歌手、フォア・フレッシュメンメンバー *1926年）[281]
  - マンテイ・タルバート（、ラップ歌手、カリ・スワッグ・ディストリクトメンバー *1990年?）[282]
- 05月18日 - 藤間哲郎（東京都、作詞家 *1924年）
- 05月27日
  - ギル・スコット・ヘロン（、歌手 *1949年?）[283]
  - チェ・ドンハ（、歌手、sg WANNA BE+元メンバー *1981年）
- 06月02日 - レイ・ブライアント（、ジャズピアニスト *1931年）
- 06月12日 - 平田隆夫（京都府、ジャズミュージシャン、作曲家、平田隆夫とセルスターズリーダー *1939年?）
- 06月16日 - 横川和子（、ピアニスト、NHK交響楽団所属 *1924年）
- 06月19日 - イ・ウンミ（、演歌歌手、アイリスメンバー *1987年?）
- 07月06日 - ALICIA（、歌手、ロス・インディオスボーカル *1973年?）
- 07月07日 - マヌエル・ガルバン（、ギタリスト *1931年）
- 07月08日
  - ビリー・ブランコ（ ブラジル、ボサノバ歌手、作曲家 *1924年）
  - 大町正人（（大連生）、声楽家、ボニージャックス元メンバー *1937年）
- 07月09日 - 本居若葉（、童謡歌手 *1919年）
- 07月11日 - ロブ・グリル（、歌手・ベーシスト、グラス・ルーツメンバー *1943年）
- 07月17日 - 沢田泰司(TAIJI)（千葉県、ベーシスト、元X・LOUDNESSメンバー *1966年）
- 07月21日 - 中村とうよう（京都府、音楽評論家 *1932年）
- 07月23日 - エイミー・ワインハウス（、歌手 *1983年）
- 07月26日 - Shinji Man（、レゲエミュージシャン、Home Grownパーカッショニスト *1959年?）[284]
- 07月24日 - ダン・ピーク（、歌手、元アメリカメンバー *1950年）[285]
- 07月27日 - レイ・ハラカミ（京都府、シンセサイザー奏者、作曲家、yanokamiメンバー *1970年）
- 08月07日 - ジョー山中（神奈川県、歌手 *1946年）[286]
- 08月10日 - 日吉ミミ（埼玉県、歌手 *1947年）
- 08月16日 - 二葉あき子（広島県、歌手 *1915年）
- 08月22日 - ジェリー・リーバー（、作詞家 * 1933年）[287]
- 09月29日 - 花村菊江（東京都、歌手 *1939年）
- 10月12日 - 柳ジョージ（神奈川県、R&B歌手 *1948年）
- 10月24日 - 藤家虹二（広島県、ジャズクラリネット奏者 *1933年）
- 12月07日 - 松田トシ（神奈川県、歌手・声楽家 *1915年）
- 12月08日 - 三木稔（徳島県、作曲家 *1930年）
- 12月09日 - 岸千恵子（青森県、民謡歌手 *1942年）